# Liste des monuments historiques d'Oostkamp
Cette page regroupe l'ensemble des monuments classés de la commune belge d'Oostkamp.
| Objet | Statut du classement? | Année de construction/architecte | Section communale | Adresse                      | Coordonnées                      | Numéro d'inventaire | Illustration                                                             |
| --- | --------------------- | -------------------------------- | ----------------- | ---------------------------- | -------------------------------- | ------------------- | ------------------------------------------------------------------------ |
| (nl) Kunstwerk op de parking van het sport- en cultuurcentrum De Valkaart, genaamd UNTITLED, ingehuldigd in 1998 (FOP probleem) |                       |                                  | Oostkamp          | Albrecht Rodenbachstraat,    | 51° 09′ 23″ nord, 3° 14′ 45″ est | 87823               | Téléverser                                                               |
| (nl) Begraafplaats De Warande (tweede helft 20ste eeuw - FOP probleem ?)                                                        |                       |                                  | Oostkamp          | Albrecht Rodenbachstraat     | 51° 09′ 26″ nord, 3° 14′ 47″ est | 87824               | (nl) Begraafplaats De Warande (tweede helft 20ste eeuw - FOP probleem ?) |
| (nl) Voormalige hoeve |                       |                                  | Oostkamp          | Albrecht Rodenbachstraat 46B | 51° 09′ 23″ nord, 3° 14′ 32″ est | 87825               | Téléverser                                                               |
| (nl) Kleine 19de-eeuwse woningen, dwars op de spoorlijn georiënteerd                                                            |                       |                                  | Oostkamp          | Bareelstraat 12-14           | 51° 09′ 15″ nord, 3° 15′ 31″ est | 87826               | (nl) Kleine 19de-eeuwse woningen, dwars op de spoorlijn georiënteerd     |
| (nl) Kapel De Grote Linde |                       |                                  | Oostkamp          | Beernemsestraat              | 51° 09′ 09″ nord, 3° 16′ 58″ est | 87827               | (nl) Kapel De Grote Linde                                                |
| (nl) Historische hoeve zogenaamd de Grote Linde                                                                                 |                       |                                  | Oostkamp          | Beernemsestraat 27           | 51° 09′ 10″ nord, 3° 17′ 02″ est | 87828               | Téléverser                                                               |
| (nl) Inwaarts gelegen hoeve |                       |                                  | Oostkamp          | Beverhoutstraat 21           | 51° 10′ 13″ nord, 3° 16′ 58″ est | 87829               | Téléverser                                                               |
| (nl) Mogelijk in kern nog deels 18de-eeuwse hoeve                                                                               |                       |                                  | Oostkamp          | Beverhoutstraat 29           | 51° 10′ 19″ nord, 3° 16′ 55″ est | 87830               | Téléverser                                                               |
| (nl) Inwaarts gelegen, historische hoeve zogenaamd Hommelbroekhoeve                                                             |                       |                                  | Oostkamp          | Beverhoutstraat 33           | 51° 10′ 28″ nord, 3° 16′ 33″ est | 87831               | Téléverser                                                               |
| (nl) Hoeve met losse bestanddelen                                                                                               |                       |                                  | Oostkamp          | Beverhoutstraat 37           | 51° 10′ 41″ nord, 3° 16′ 25″ est | 87832               | Téléverser                                                               |
| (nl) Hoeve met losse bestanddelen                                                                                               |                       |                                  | Oostkamp          | Beverhoutstraat 39           | 51° 10′ 45″ nord, 3° 16′ 23″ est | 87833               | Téléverser                                                               |
| (nl) Hoeve 't Leitje | Oui                   |                                  | Oostkamp          | Beverhoutstraat 45           | 51° 11′ 10″ nord, 3° 16′ 03″ est | 87834               | Téléverser                                                               |
| (nl) Hoeve zogenaamd Ter Craene                                                                                                 |                       |                                  | Oostkamp          | Bornebeekstraat 7            | 51° 08′ 12″ nord, 3° 16′ 49″ est | 87835               | Téléverser                                                               |
| (nl) Villa zogenaamd HERENSHUYS                                                                                                 |                       |                                  | Oostkamp          | Bosdreef 2                   | 51° 07′ 38″ nord, 3° 12′ 43″ est | 87836               | Téléverser                                                               |
| (nl) Kleine, eind 19de-eeuwse hoeve                                                                                             |                       |                                  | Oostkamp          | Bosdreef 4                   | 51° 07′ 48″ nord, 3° 12′ 33″ est | 87837               | Téléverser                                                               |
| (nl) 19de-eeuwse paardenfokkerij                                                                                                |                       |                                  | Oostkamp          | Bosdreef 6                   | 51° 07′ 49″ nord, 3° 12′ 44″ est | 87838               | Téléverser                                                               |
| (nl) Begin 19de-eeuwse pachthoeve                                                                                               |                       |                                  | Oostkamp          | Bosdreef 23                  | 51° 07′ 33″ nord, 3° 12′ 25″ est | 87839               | Téléverser                                                               |
| (nl) Hoeve het goed Ter Elst bestaande uit losse bestanddelen                                                                   |                       |                                  | Oostkamp          | Boudewijnlaan 27             | 51° 09′ 33″ nord, 3° 13′ 35″ est | 87840               | Téléverser                                                               |
| (nl) Voormalige boerenarbeiderswoning met kleine stalling en boomgaard                                                          |                       |                                  | Oostkamp          | Boudewijnlaan 57             | 51° 09′ 43″ nord, 3° 13′ 41″ est | 87841               | Téléverser                                                               |
| (nl) Hoeve Rustenburgh | Oui                   |                                  | Oostkamp          | Boudewijnlaan 72             | 51° 09′ 46″ nord, 3° 13′ 45″ est | 87842               | Téléverser                                                               |
| (nl) Hoeve met losse bestanddelen                                                                                               | Oui                   |                                  | Oostkamp          | Boudewijnlaan 75             | 51° 09′ 48″ nord, 3° 13′ 42″ est | 87843               | Téléverser                                                               |
| (nl) Kasteel Schoonhove | Oui                   |                                  | Oostkamp          | Boudewijnlaan 85             | 51° 09′ 51″ nord, 3° 13′ 41″ est | 87844               | Téléverser                                                               |
| (nl) Kasteel De Breidels |                       |                                  | Oostkamp          | Breidels 1                   | 51° 07′ 44″ nord, 3° 12′ 56″ est | 87845               | Téléverser                                                               |
| (nl) Vrij imposant hoekpand met rechts een aanbouw                                                                              |                       |                                  | Oostkamp          | Brugsestraat 2               | 51° 09′ 17″ nord, 3° 14′ 10″ est | 87846               | Téléverser                                                               |
| (nl) Eclectisch burgerhuis gebouwd in 1897                                                                                      |                       |                                  | Oostkamp          | Brugsestraat 7               | 51° 09′ 21″ nord, 3° 14′ 06″ est | 87847               | Téléverser                                                               |
| (nl) Molenromp van de voormalige stellingmolen Braetsmolen of Oostmolen, thans zogenaamd De Wieke                               |                       |                                  | Oostkamp          | Brugsestraat 9               |                                  | 87848               | Téléverser                                                               |
| (nl) Fraaie burgerwoonst |                       |                                  | Oostkamp          | Brugsestraat 19              | 51° 09′ 23″ nord, 3° 14′ 07″ est | 87849               | Téléverser                                                               |
| (nl) Handelshuis in historiserende stijl gebouwd ANNO / 1923                                                                    |                       |                                  | Oostkamp          | Brugsestraat 29              | 51° 09′ 25″ nord, 3° 14′ 06″ est | 87850               | Téléverser                                                               |
| (nl) Samenstel van drie woonhuizen uit de jaren 1930                                                                            |                       |                                  | Oostkamp          | Brugsestraat 39              | 51° 09′ 26″ nord, 3° 14′ 06″ est | 87851               | Téléverser                                                               |
| (nl) Samenstel van drie woonhuizen uit de jaren 1930                                                                            |                       |                                  | Oostkamp          | Brugsestraat 41              | 51° 09′ 26″ nord, 3° 14′ 06″ est | 87851               | Téléverser                                                               |
| (nl) Samenstel van drie woonhuizen uit de jaren 1930                                                                            |                       |                                  | Oostkamp          | Brugsestraat 43              | 51° 09′ 26″ nord, 3° 14′ 06″ est | 87851               | Téléverser                                                               |
| (nl) Breedhuis |                       |                                  | Oostkamp          | Brugsestraat 45              | 51° 09′ 27″ nord, 3° 14′ 07″ est | 87852               | Téléverser                                                               |
| (nl) Vrijstaande burgerwoning van circa 1900                                                                                    |                       |                                  | Oostkamp          | Brugsestraat 50              | 51° 09′ 27″ nord, 3° 14′ 10″ est | 87853               | Téléverser                                                               |
| (nl) Imposante woning zogenaamd TER WEGE                                                                                        |                       |                                  | Oostkamp          | Brugsestraat 54              | 51° 09′ 28″ nord, 3° 14′ 12″ est | 87854               | Téléverser                                                               |
| (nl) Boerenarbeiderswoonst |                       |                                  | Oostkamp          | Brugsestraat 58              | 51° 09′ 30″ nord, 3° 14′ 10″ est | 87855               | Téléverser                                                               |
| (nl) 19de-eeuwse, dubbele dorpswoning                                                                                           |                       |                                  | Oostkamp          | Brugsestraat 63              | 51° 09′ 29″ nord, 3° 14′ 08″ est | 87856               | Téléverser                                                               |
| (nl) 19de-eeuwse, dubbele dorpswoning                                                                                           |                       |                                  | Oostkamp          | Brugsestraat 65              | 51° 09′ 29″ nord, 3° 14′ 08″ est | 87856               | Téléverser                                                               |
| (nl) Twee woningen |                       |                                  | Oostkamp          | Brugsestraat 79              | 51° 09′ 32″ nord, 3° 14′ 08″ est | 87857               | Téléverser                                                               |
| (nl) Twee woningen |                       |                                  | Oostkamp          | Brugsestraat 81              | 51° 09′ 32″ nord, 3° 14′ 08″ est | 87857               | Téléverser                                                               |
| (nl) Dieper gelegen woonhuis |                       |                                  | Oostkamp          | Brugsestraat 83              | 51° 09′ 33″ nord, 3° 14′ 05″ est | 87858               | Téléverser                                                               |
| (nl) Interbellumwoning gelegen op de hoek met de Poelstraat                                                                     |                       |                                  | Oostkamp          | Brugsestraat 85              | 51° 09′ 33″ nord, 3° 14′ 07″ est | 87859               | Téléverser                                                               |
| (nl) Woonhuis |                       |                                  | Oostkamp          | Brugsestraat 105             | 51° 09′ 36″ nord, 3° 14′ 06″ est | 87860               | Téléverser                                                               |
| (nl) Lage 19de-eeuwse dorpswoning                                                                                               |                       |                                  | Oostkamp          | Brugsestraat 107             | 51° 09′ 37″ nord, 3° 14′ 05″ est | 87861               | Téléverser                                                               |
| (nl) Samenstel van drie woningen                                                                                                |                       |                                  | Oostkamp          | Brugsestraat 131             | 51° 09′ 41″ nord, 3° 14′ 03″ est | 87862               | Téléverser                                                               |
| (nl) Samenstel van drie woningen                                                                                                |                       |                                  | Oostkamp          | Brugsestraat 133             | 51° 09′ 41″ nord, 3° 14′ 03″ est | 87862               | Téléverser                                                               |
| (nl) Samenstel van drie woningen                                                                                                |                       |                                  | Oostkamp          | Brugsestraat 135             | 51° 09′ 41″ nord, 3° 14′ 03″ est | 87862               | Téléverser                                                               |
| (nl) Interbellumhuis |                       |                                  | Oostkamp          | Brugsestraat 137             | 51° 09′ 42″ nord, 3° 14′ 03″ est | 87863               | Téléverser                                                               |
| (nl) Woonhuis in historiserende stijl met neo-Lodewijk XIV-klokgevel                                                            |                       |                                  | Oostkamp          | Brugsestraat 154             | 51° 09′ 46″ nord, 3° 14′ 07″ est | 87864               | Téléverser                                                               |
| (nl) Boerenarbeiderswoonst |                       |                                  | Oostkamp          | Dolagestraat 9               | 51° 09′ 06″ nord, 3° 15′ 42″ est | 87865               | Téléverser                                                               |
| (nl) Kleine hoeve |                       |                                  | Oostkamp          | Edestraat 1                  | 51° 08′ 12″ nord, 3° 13′ 01″ est | 87866               | Téléverser                                                               |
| (nl) Historische hoeve Ter Ede, ook wel hofstede Ter Heede of Ter Heide genoemd                                                 |                       |                                  | Oostkamp          | Edestraat 2                  | 51° 07′ 57″ nord, 3° 12′ 25″ est | 87867               | Téléverser                                                               |
| (nl) Kleine hoeve bestaande uit losse bestanddelen                                                                              |                       |                                  | Oostkamp          | Edestraat 5                  | 51° 07′ 56″ nord, 3° 12′ 10″ est | 87868               | Téléverser                                                               |
| (nl) In oorsprong 18de-eeuwse hoeve                                                                                             |                       |                                  | Oostkamp          | Emiel Welvaertstraat 51      | 51° 09′ 42″ nord, 3° 14′ 32″ est | 87869               | Téléverser                                                               |
| (nl) Interbellumwoning met aanpalende berging of stalling                                                                       |                       |                                  | Oostkamp          | Erkegemstraat 23             | 51° 08′ 18″ nord, 3° 15′ 30″ est | 87870               | Téléverser                                                               |
| (nl) Samenstel van twee woningen                                                                                                |                       |                                  | Oostkamp          | Erkegemstraat 45             | 51° 08′ 19″ nord, 3° 15′ 32″ est | 87871               | Téléverser                                                               |
| (nl) Hoeve met losse bestanddelen                                                                                               |                       |                                  | Oostkamp          | Erkegemstraat 54             | 51° 08′ 15″ nord, 3° 15′ 46″ est | 87872               | Téléverser                                                               |
| (nl) Kleine 19de-eeuwse hoeve                                                                                                   |                       |                                  | Oostkamp          | Erkegemstraat 55             | 51° 08′ 23″ nord, 3° 15′ 36″ est | 87873               | Téléverser                                                               |
| (nl) Boerenarbeiderswoning |                       |                                  | Oostkamp          | Erkegemstraat 60             | 51° 08′ 23″ nord, 3° 15′ 39″ est | 87874               | Téléverser                                                               |
| (nl) In de volksmond zogenaamd Kapel van Erkegem                                                                                |                       |                                  | Oostkamp          | Erkegemstraat 64             | 51° 08′ 26″ nord, 3° 15′ 41″ est | 87875               | Téléverser                                                               |
| (nl) Kleine, vrijstaande woning                                                                                                 |                       |                                  | Oostkamp          | Erkegemstraat 84             | 51° 08′ 40″ nord, 3° 15′ 51″ est | 87876               | Téléverser                                                               |
| (nl) In oorsprong 18de-eeuwse hoeve bestaande uit losse bestanddelen                                                            |                       |                                  | Oostkamp          | Erkegemstraat 104            | 51° 08′ 45″ nord, 3° 16′ 00″ est | 87877               | Téléverser                                                               |
| (nl) Eenvoudige, vrijstaande woning uit de jaren 1930                                                                           |                       |                                  | Oostkamp          | Erkegemstraat 145            | 51° 08′ 51″ nord, 3° 15′ 56″ est | 87878               | Téléverser                                                               |
| (nl) Station van de N.M.B.S. | Oui                   |                                  | Oostkamp          | Everaertstraat               | 51° 09′ 15″ nord, 3° 15′ 27″ est | 87879               | Téléverser                                                               |
| (nl) Vrijstaande woning |                       |                                  | Oostkamp          | Everaertstraat 3             | 51° 09′ 14″ nord, 3° 15′ 27″ est | 87880               | Téléverser                                                               |
| (nl) 18de-eeuwse hoeve Ter Dolage                                                                                               |                       |                                  | Oostkamp          | Everaertstraat 26            | 51° 09′ 06″ nord, 3° 15′ 31″ est | 87881               | Téléverser                                                               |
| (nl) Voormalig 19de-eeuws hoevetje                                                                                              |                       |                                  | Oostkamp          | Everaertstraat 34            | 51° 09′ 08″ nord, 3° 15′ 40″ est | 87882               | Téléverser                                                               |
| (nl) Arentshoeve |                       |                                  | Oostkamp          | Fabiolalaan 1                | 51° 09′ 22″ nord, 3° 13′ 33″ est | 87883               | Téléverser                                                               |
| (nl) Kasteel Macieberg, thans ingericht als de Freinetschool Klimop                                                             |                       |                                  | Oostkamp          | Fabiolalaan 2                | 51° 09′ 24″ nord, 3° 13′ 24″ est | 87884               | Téléverser                                                               |
| (nl) Mooi bewaard hoevetje met de recente benaming Florida                                                                      |                       |                                  | Oostkamp          | Fabiolalaan 33               | 51° 09′ 10″ nord, 3° 13′ 29″ est | 87885               | Téléverser                                                               |
| (nl) Hoeve Olieboom, bestaande uit losse bestanddelen                                                                           |                       |                                  | Oostkamp          | Fabiolalaan 66               | 51° 09′ 02″ nord, 3° 13′ 21″ est | 87886               | Téléverser                                                               |
| (nl) 19de-eeuwse hoeve |                       |                                  | Oostkamp          | Faliestraat 32               | 51° 08′ 38″ nord, 3° 15′ 36″ est | 87887               | Téléverser                                                               |
| (nl) Macieberggrot of ook zogenaamd de Kapel van de Macieberg                                                                   |                       |                                  | Oostkamp          | Fonteinstraat                | 51° 09′ 09″ nord, 3° 13′ 46″ est | 87888               | Téléverser                                                               |
| (nl) Kleine, begin 18de-eeuwse hoeve opgebouwd uit losse bestanddelen                                                           |                       |                                  | Oostkamp          | Kwadeplasstraat 50           | 51° 09′ 41″ nord, 3° 14′ 19″ est | 87889               | Téléverser                                                               |
| (nl) 19de-eeuws breedhuis |                       |                                  | Oostkamp          | Gaston Roelandtsstraat 25    | 51° 10′ 32″ nord, 3° 13′ 59″ est | 87890               | Téléverser                                                               |
| (nl) Replica van de schandpaal van de heerlijkheid Nieuwenhove                                                                  |                       |                                  | Oostkamp          | Gemeenteplein                | 51° 09′ 18″ nord, 3° 14′ 07″ est | 87891               | Téléverser                                                               |
| (nl) Parochiekerk van Oostkamp, toegewijd aan Sint-Pieters-in-de-banden                                                         | Oui                   |                                  | Oostkamp          | Gemeenteplein                | 51° 09′ 18″ nord, 3° 14′ 08″ est | 87893               | Téléverser                                                               |
| (nl) Gemeentehuis van Oostkamp                                                                                                  |                       |                                  | Oostkamp          | Gemeenteplein 1              | 51° 09′ 17″ nord, 3° 14′ 06″ est | 87894               | Téléverser                                                               |
| (nl) Beeld van het Heilige Hart                                                                                                 |                       |                                  | Oostkamp          | Gemeenteplein                | 51° 09′ 17″ nord, 3° 14′ 08″ est | 87895               | Téléverser                                                               |
| (nl) Woonhuis met schuur |                       |                                  | Oostkamp          | Gevaartsestraat 11           | 51° 09′ 22″ nord, 3° 15′ 43″ est | 87896               | Téléverser                                                               |
| (nl) Vrijstaande villa |                       |                                  | Oostkamp          | Gevaartsestraat 13           | 51° 09′ 20″ nord, 3° 15′ 43″ est | 87897               | Téléverser                                                               |
| (nl) Hoeve met losse bestanddelen                                                                                               |                       |                                  | Oostkamp          | Gevaartsestraat 79           | 51° 09′ 10″ nord, 3° 16′ 01″ est | 87898               | Téléverser                                                               |
| (nl) Klein 19de-eeuws hoevetje bestaande                                                                                        |                       |                                  | Oostkamp          | Gevaartsestraat 93           | 51° 09′ 08″ nord, 3° 16′ 10″ est | 87899               | Téléverser                                                               |
| (nl) Fraaie 18de-eeuwse hoeve 't Schotsgoed of Schoutsgoed Hofstede                                                             |                       |                                  | Oostkamp          | Gevaartsestraat 130          | 51° 08′ 48″ nord, 3° 16′ 45″ est | 87900               | Téléverser                                                               |
| (nl) Voormalige hovenierswoning van het kasteel Gruuthuse                                                                       |                       |                                  | Oostkamp          | Gruuthuselaan 3              | 51° 09′ 08″ nord, 3° 14′ 48″ est | 87901               | Téléverser                                                               |
| (nl) Dieperin gelegen voormalig hoevetje                                                                                        |                       |                                  | Oostkamp          | Hazelaarstraat 9             | 51° 07′ 53″ nord, 3° 16′ 05″ est | 87902               | Téléverser                                                               |
| (nl) In oorsprong 19de-eeuwse hoeve                                                                                             |                       |                                  | Oostkamp          | Hazelaarstraat 11            | 51° 07′ 53″ nord, 3° 16′ 05″ est | 87903               | Téléverser                                                               |
| (nl) Hoevetje van het langgeveltype                                                                                             |                       |                                  | Oostkamp          | Hazelaarstraat 14            | 51° 08′ 00″ nord, 3° 16′ 29″ est | 87904               | Téléverser                                                               |
| (nl) Kasteel Erkegem, eertijds zogenaamd kasteel De Herten                                                                      |                       |                                  | Oostkamp          | Hertsbergsestraat 2          | 51° 08′ 27″ nord, 3° 14′ 41″ est | 87905               | Téléverser                                                               |
| (nl) Kasteel Erkegem, eertijds zogenaamd kasteel De Herten                                                                      |                       |                                  | Oostkamp          | Hertsbergsestraat 4          | 51° 08′ 27″ nord, 3° 14′ 41″ est | 87905               | Téléverser                                                               |
| (nl) 18de-eeuwse hoeve |                       |                                  | Oostkamp          | Hertsbergsestraat 43         | 51° 08′ 05″ nord, 3° 15′ 22″ est | 87906               | Téléverser                                                               |
| (nl) Hoeve 't Lange Water |                       |                                  | Oostkamp          | Hertsbergsestraat 52         | 51° 08′ 03″ nord, 3° 15′ 23″ est | 87907               | Téléverser                                                               |
| (nl) Voormalige Sint-Annaschool van de zusters apostolinnen                                                                     |                       |                                  | Oostkamp          | Hertsbergsestraat 61         | 51° 08′ 00″ nord, 3° 15′ 33″ est | 87908               | Téléverser                                                               |
| (nl) Mooi bewaarde hoeve van het langgeveltype                                                                                  |                       |                                  | Oostkamp          | Hertsbergsestraat 63         | 51° 07′ 59″ nord, 3° 15′ 34″ est | 87909               | Téléverser                                                               |
| (nl) Hoeve thans met gebouwen uit de 20ste eeuw                                                                                 |                       |                                  | Oostkamp          | Hertsbergsestraat 106        | 51° 07′ 38″ nord, 3° 15′ 40″ est | 87910               | Téléverser                                                               |
| (nl) Hoeve Het Torenhof |                       |                                  | Oostkamp          | Kampveldstraat 18            | 51° 07′ 47″ nord, 3° 14′ 41″ est | 87911               | Téléverser                                                               |
| (nl) Kampveldhoeve |                       |                                  | Oostkamp          | Kampveldstraat 22            | 51° 07′ 34″ nord, 3° 14′ 56″ est | 87912               | Téléverser                                                               |
| (nl) Kampveldhoeve |                       |                                  | Oostkamp          | Kampveldstraat 24            | 51° 07′ 34″ nord, 3° 14′ 56″ est | 87912               | Téléverser                                                               |
| (nl) Onze-Lieve-Vrouwkapel, in de volksmond Kapel van Nieuwenhove                                                               |                       |                                  | Oostkamp          | Kanunnik Duboisplein         | 51° 08′ 16″ nord, 3° 14′ 02″ est | 87913               | Téléverser                                                               |
| (nl) Herdenkingsmonument |                       |                                  | Oostkamp          | Kapellestraat                | 51° 08′ 59″ nord, 3° 14′ 28″ est | 87914               | Téléverser                                                               |
| (nl) Eclectische burgerwoning en voormalige drukkerij-uitgeverij                                                                |                       |                                  | Oostkamp          | Kapellestraat 4              | 51° 09′ 14″ nord, 3° 14′ 14″ est | 87915               | Téléverser                                                               |
| (nl) Eclectische burgerwoning van 1898                                                                                          |                       |                                  | Oostkamp          | Kapellestraat 6              | 51° 09′ 14″ nord, 3° 14′ 14″ est | 87916               | Téléverser                                                               |
| (nl) Neogotische kapel | Oui                   |                                  | Oostkamp          | Kapellestraat 11             | 51° 09′ 12″ nord, 3° 14′ 17″ est | 87917               | Téléverser                                                               |
| (nl) Voormalig kasteel Les Aubépines, nu eerder gekend als Beukenpark                                                           |                       |                                  | Oostkamp          | Kapellestraat 19             | 51° 09′ 10″ nord, 3° 14′ 19″ est | 87918               | Téléverser                                                               |
| (nl) Vrijstaande woning, met recente benaming PORTERS COTTAGE                                                                   |                       |                                  | Oostkamp          | Kapellestraat 27             | 51° 09′ 07″ nord, 3° 14′ 22″ est | 87919               | Téléverser                                                               |
| (nl) Vrijstaand herenhuis |                       |                                  | Oostkamp          | Kapellestraat 32             | 51° 09′ 09″ nord, 3° 14′ 17″ est | 87920               | Téléverser                                                               |
| (nl) Voormalige boswachterswoning, zogenaamd Claerhuis, van het kasteel Gruuthuse                                               |                       |                                  | Oostkamp          | Kapellestraat 87             | 51° 08′ 54″ nord, 3° 14′ 47″ est | 87921               | Téléverser                                                               |
| (nl) Voormalig begin 19de-eeuwse hoeve van het langgeveltype                                                                    |                       |                                  | Oostkamp          | Kapellestraat 104            | 51° 08′ 59″ nord, 3° 14′ 26″ est | 87922               | Téléverser                                                               |
| (nl) Half vrijstaand woonhuis                                                                                                   |                       |                                  | Oostkamp          | Kapellestraat 106            | 51° 08′ 58″ nord, 3° 14′ 26″ est | 87923               | Téléverser                                                               |
| (nl) Kasteel De Cellen |                       |                                  | Oostkamp          | Kapellestraat 113            | 51° 08′ 38″ nord, 3° 15′ 04″ est | 87924               | Téléverser                                                               |
| (nl) Vrijstaand woonhuis |                       |                                  | Oostkamp          | Kapellestraat 114            | 51° 08′ 57″ nord, 3° 14′ 28″ est | 87925               | Téléverser                                                               |
| (nl) Eind 19de-eeuws woonhuis Onzen droom                                                                                       |                       |                                  | Oostkamp          | Kapellestraat 126            | 51° 08′ 55″ nord, 3° 14′ 31″ est | 87926               | Téléverser                                                               |
| (nl) Kasteel Cruydenhove |                       |                                  | Oostkamp          | Kapellestraat 146            | 51° 08′ 38″ nord, 3° 14′ 43″ est | 87927               | Téléverser                                                               |
| (nl) Kasteel Kevergem |                       |                                  | Oostkamp          | Kevergemdreef 11             | 51° 10′ 39″ nord, 3° 14′ 08″ est | 87929               | Téléverser                                                               |
| (nl) Voormalige home voor weeskinderen                                                                                          |                       |                                  | Oostkamp          | Kievitsstraat 13             | 51° 10′ 28″ nord, 3° 14′ 26″ est | 87930               | Téléverser                                                               |
| (nl) Woonhuis |                       |                                  | Oostkamp          | Korte Kwadeplasstraat 2      | 51° 09′ 33″ nord, 3° 14′ 12″ est | 87931               | Téléverser                                                               |
| (nl) Kunstwerk van 1999, door kunstenaar en schriftbeeldhouwer Pieter Boudens                                                   |                       |                                  | Oostkamp          | Kortrijksestraat             | 51° 09′ 16″ nord, 3° 14′ 08″ est | 87932               | Téléverser                                                               |
| (nl) Half vrijstaand interbellumpand                                                                                            |                       |                                  | Oostkamp          | Kortrijksestraat 26          | 51° 09′ 12″ nord, 3° 14′ 04″ est | 87933               | Téléverser                                                               |
| (nl) Handelshuis uit de jaren 1930                                                                                              |                       |                                  | Oostkamp          | Kortrijksestraat 38          | 51° 09′ 10″ nord, 3° 14′ 04″ est | 87934               | Téléverser                                                               |
| (nl) Fraaie woning zogenaamd VILLA MEDICI                                                                                       |                       |                                  | Oostkamp          | Kortrijksestraat 46          | 51° 09′ 09″ nord, 3° 14′ 05″ est | 87935               | Téléverser                                                               |
| (nl) Vrije Basisschool en Middenschool Sint-Pieter                                                                              |                       |                                  | Oostkamp          | Kortrijksestraat 47          | 51° 09′ 08″ nord, 3° 14′ 06″ est | 87936               | Téléverser                                                               |
| (nl) Voormalige mouterij |                       |                                  | Oostkamp          | Kortrijksestraat 53          | 51° 09′ 04″ nord, 3° 14′ 04″ est | 87937               | Téléverser                                                               |
| (nl) Voormalige gebouwen van Rijkswacht                                                                                         |                       |                                  | Oostkamp          | Kortrijksestraat 71          | 51° 09′ 02″ nord, 3° 14′ 01″ est | 87938               | Téléverser                                                               |
| (nl) Voormalige gebouwen van Rijkswacht                                                                                         |                       |                                  | Oostkamp          | Kortrijksestraat 73          | 51° 09′ 02″ nord, 3° 14′ 01″ est | 87938               | Téléverser                                                               |
| (nl) Woonhuis |                       |                                  | Oostkamp          | Kortrijksestraat 83          | 51° 09′ 00″ nord, 3° 14′ 02″ est | 87939               | Téléverser                                                               |
| (nl) Eind 19de-eeuwse, lage dorpswoning                                                                                         |                       |                                  | Oostkamp          | Kortrijksestraat 107         | 51° 08′ 57″ nord, 3° 14′ 00″ est | 87940               | Téléverser                                                               |
| (nl) Samenstel van twee 19de-eeuwse woonhuizen                                                                                  |                       |                                  | Oostkamp          | Kortrijksestraat 127         | 51° 08′ 55″ nord, 3° 14′ 01″ est | 87941               | Téléverser                                                               |
| (nl) Samenstel van twee 19de-eeuwse woonhuizen                                                                                  |                       |                                  | Oostkamp          | Kortrijksestraat 129         | 51° 08′ 55″ nord, 3° 14′ 01″ est | 87941               | Téléverser                                                               |
| (nl) Voormalige herberg Den Daele                                                                                               |                       |                                  | Oostkamp          | Kortrijksestraat 149         | 51° 08′ 44″ nord, 3° 13′ 54″ est | 87942               | Téléverser                                                               |
| (nl) Vrijstaand woonhuis |                       |                                  | Oostkamp          | Kortrijksestraat 166         | 51° 08′ 53″ nord, 3° 13′ 54″ est | 87943               | Téléverser                                                               |
| (nl) Voormalige hoeve van het langgeveltype                                                                                     |                       |                                  | Oostkamp          | Kortrijksestraat 187         | 51° 08′ 28″ nord, 3° 13′ 46″ est | 87944               | Téléverser                                                               |
| (nl) Hoeve uit de tweede helft van de 19de eeuw                                                                                 |                       |                                  | Oostkamp          | Kortrijksestraat 226         | 51° 08′ 31″ nord, 3° 13′ 29″ est | 87945               | Téléverser                                                               |
| (nl) Hoevetje gelegen ten zuiden van de hoek met de Hogendaledreef                                                              |                       |                                  | Oostkamp          | Kortrijksestraat 239         | 51° 08′ 01″ nord, 3° 13′ 36″ est | 87946               | Téléverser                                                               |
| (nl) Voormalige, 19de-eeuwse afspanning De Wapens van Oostkamp                                                                  |                       |                                  | Oostkamp          | Kortrijksestraat 241         | 51° 07′ 59″ nord, 3° 13′ 34″ est | 87947               | Téléverser                                                               |
| (nl) 19de-eeuws boerenhuis |                       |                                  | Oostkamp          | Kortrijksestraat 243         | 51° 07′ 53″ nord, 3° 13′ 32″ est | 87948               | Téléverser                                                               |
| (nl) Hoeve bestaande uit losse bestanddelen                                                                                     |                       |                                  | Oostkamp          | Kortrijksestraat 298         | 51° 08′ 03″ nord, 3° 13′ 28″ est | 87949               | Téléverser                                                               |
| (nl) Kasteel Les Croisilles |                       |                                  | Oostkamp          | Kortrijksestraat 308         | 51° 07′ 56″ nord, 3° 13′ 21″ est | 87950               | Téléverser                                                               |
| (nl) Naar verluidt voormalige woning voor de opzichter van het kasteel De Breidels                                              |                       |                                  | Oostkamp          | Kortrijksestraat 312         | 51° 08′ 03″ nord, 3° 13′ 12″ est | 87951               | Téléverser                                                               |
| (nl) Woning naar verluidt gebouwd als boswachterswoonst van kasteel De Breidels                                                 |                       |                                  | Oostkamp          | Kortrijksestraat 314         | 51° 07′ 51″ nord, 3° 13′ 03″ est | 87952               | Téléverser                                                               |
| (nl) Neogotische woning |                       |                                  | Oostkamp          | Kortrijksestraat 320         | 51° 07′ 36″ nord, 3° 13′ 21″ est | 87953               | Téléverser                                                               |
| (nl) Boerenarbeiderswoning |                       |                                  | Oostkamp          | Kuipenstraat 5               | 51° 08′ 38″ nord, 3° 12′ 22″ est | 87954               | Téléverser                                                               |
| (nl) Hoeve sinds derde kwart van de 19de eeuw behorend tot het kasteel Nieuwburg                                                |                       |                                  | Oostkamp          | Kuipenstraat 17              | 51° 08′ 25″ nord, 3° 12′ 01″ est | 87955               | Téléverser                                                               |
| (nl) Eind 19de-eeuwse hoeve met losse bestanddelen                                                                              |                       |                                  | Oostkamp          | Kuipenstraat 27              | 51° 08′ 05″ nord, 3° 11′ 58″ est | 87956               | Téléverser                                                               |
| (nl) Eind 19de-eeuwse hoeve met losse bestanddelen                                                                              |                       |                                  | Oostkamp          | Kuipenstraat 29              | 51° 07′ 56″ nord, 3° 11′ 53″ est | 87957               | Téléverser                                                               |
| (nl) Langgevelhoeve gelegen op het einde van de Kuipenstraat                                                                    |                       |                                  | Oostkamp          | Kuipenstraat 31              | 51° 07′ 59″ nord, 3° 11′ 46″ est | 87958               | Téléverser                                                               |
| (nl) Dieper gelegen 19de-eeuwse hoeve met losse bestanddelen                                                                    |                       |                                  | Oostkamp          | Larestraat 43                | 51° 08′ 38″ nord, 3° 13′ 19″ est | 87959               | Téléverser                                                               |
| (nl) Woonhuis |                       |                                  | Oostkamp          | Larestraat 57                | 51° 08′ 43″ nord, 3° 13′ 10″ est | 87960               | Téléverser                                                               |
| (nl) Hoeve De Laere |                       |                                  | Oostkamp          | Larestraat 74                | 51° 08′ 47″ nord, 3° 12′ 56″ est | 87961               | Téléverser                                                               |
| (nl) Hoeve Caproen, langgevelhoeve                                                                                              |                       |                                  | Oostkamp          | Larestraat 93                | 51° 08′ 33″ nord, 3° 12′ 45″ est | 87962               | Téléverser                                                               |
| (nl) Hoeve |                       |                                  | Oostkamp          | Larestraat 113               | 51° 08′ 41″ nord, 3° 12′ 24″ est | 87963               | Téléverser                                                               |
| (nl) Begin 19de-eeuwse hoeve |                       |                                  | Oostkamp          | Legendaledreef 5             | 51° 08′ 45″ nord, 3° 14′ 03″ est | 87964               | Téléverser                                                               |
| (nl) Hoeve |                       |                                  | Oostkamp          | Legendaledreef 10            | 51° 08′ 42″ nord, 3° 14′ 00″ est | 87965               | Téléverser                                                               |
| (nl) Bemalingspomp van 1978, behorend aan de Polder van Sint-Trudoledeken                                                       |                       |                                  | Oostkamp          | Legeweg                      | 51° 09′ 51″ nord, 3° 15′ 47″ est | 87966               | Téléverser                                                               |
| (nl) Klein hoevetje |                       |                                  | Oostkamp          | Legeweg 23                   | 51° 09′ 48″ nord, 3° 15′ 40″ est | 87967               | Téléverser                                                               |
| (nl) Hoeve van het langgeveltype                                                                                                |                       |                                  | Oostkamp          | Legeweg 34                   | 51° 09′ 51″ nord, 3° 15′ 43″ est | 87968               | Téléverser                                                               |
| (nl) Lage woning |                       |                                  | Oostkamp          | Legeweg 84                   | 51° 10′ 00″ nord, 3° 15′ 36″ est | 87969               | Téléverser                                                               |
| (nl) Woonhuis van 1945 |                       |                                  | Oostkamp          | Legeweg 114                  | 51° 10′ 08″ nord, 3° 15′ 29″ est | 87970               | Téléverser                                                               |
| (nl) Voormalige werkplaats van de Westvlaamse Scheepswerven N.V.                                                                |                       |                                  | Oostkamp          | Legeweg 157                  | 51° 10′ 20″ nord, 3° 14′ 55″ est | 87971               | Téléverser                                                               |
| (nl) Hoeve Ter Lieverstede |                       |                                  | Oostkamp          | Legeweg 196                  | 51° 10′ 27″ nord, 3° 14′ 45″ est | 87972               | Téléverser                                                               |
| (nl) Voormalige hoeve |                       |                                  | Oostkamp          | Legeweg 249                  | 51° 10′ 47″ nord, 3° 14′ 14″ est | 87973               | Téléverser                                                               |
| (nl) Luchtverdedingsbunker uit de Eerste Wereldoorlog                                                                           |                       |                                  | Oostkamp          | Legeweg                      | 51° 10′ 46″ nord, 3° 14′ 13″ est | 87974               | Téléverser                                                               |
| (nl) Lage woning |                       |                                  | Oostkamp          | Legeweg 272                  | 51° 10′ 49″ nord, 3° 14′ 15″ est | 87975               | Téléverser                                                               |
| (nl) Lage woning |                       |                                  | Oostkamp          | Legeweg 274                  | 51° 10′ 49″ nord, 3° 14′ 15″ est | 87975               | Téléverser                                                               |
| (nl) Eind 19de-eeuws hoevetje met losstaande bestanddelen                                                                       |                       |                                  | Oostkamp          | Lettenburgstraat 5           | 51° 09′ 39″ nord, 3° 16′ 04″ est | 87976               | Téléverser                                                               |
| (nl) Twee eind 19de-eeuwse breedhuizen                                                                                          |                       |                                  | Oostkamp          | Maciebergstraat 3            | 51° 09′ 15″ nord, 3° 13′ 58″ est | 87977               | Téléverser                                                               |
| (nl) Twee eind 19de-eeuwse breedhuizen                                                                                          |                       |                                  | Oostkamp          | Maciebergstraat 5            | 51° 09′ 15″ nord, 3° 13′ 58″ est | 87977               | Téléverser                                                               |
| (nl) Eind 19de-eeuwse dorpswoning                                                                                               |                       |                                  | Oostkamp          | Maciebergstraat 7            | 51° 09′ 15″ nord, 3° 13′ 58″ est | 87978               | Téléverser                                                               |
| (nl) Inwaarts gelegen arbeidershuizen, opgedeeld in vier wooneenheden                                                           |                       |                                  | Oostkamp          | Maciebergstraat 44           | 51° 09′ 14″ nord, 3° 13′ 48″ est | 87979               | Téléverser                                                               |
| (nl) Inwaarts gelegen arbeidershuizen, opgedeeld in vier wooneenheden                                                           |                       |                                  | Oostkamp          | Maciebergstraat 46           | 51° 09′ 14″ nord, 3° 13′ 48″ est | 87979               | Téléverser                                                               |
| (nl) Inwaarts gelegen arbeidershuizen, opgedeeld in vier wooneenheden                                                           |                       |                                  | Oostkamp          | Maciebergstraat 48           | 51° 09′ 14″ nord, 3° 13′ 48″ est | 87979               | Téléverser                                                               |
| (nl) Inwaarts gelegen arbeidershuizen, opgedeeld in vier wooneenheden                                                           |                       |                                  | Oostkamp          | Maciebergstraat 50           | 51° 09′ 14″ nord, 3° 13′ 48″ est | 87979               | Téléverser                                                               |
| (nl) Thans handelspand met imposante trapgevel                                                                                  |                       |                                  | Oostkamp          | Majoor Woodstraat 2          | 51° 09′ 16″ nord, 3° 14′ 05″ est | 87980               | Téléverser                                                               |
| (nl) Burgerwoning in historiserende stijl                                                                                       |                       |                                  | Oostkamp          | Majoor Woodstraat 17         | 51° 09′ 15″ nord, 3° 14′ 02″ est | 87981               | Téléverser                                                               |
| (nl) Hoekpand |                       |                                  | Oostkamp          | Majoor Woodstraat 26         | 51° 09′ 17″ nord, 3° 14′ 01″ est | 87982               | Téléverser                                                               |
| (nl) Twee woonhuizen onder één dak                                                                                              |                       |                                  | Oostkamp          | Marechalstraat 22            | 51° 09′ 05″ nord, 3° 14′ 10″ est | 87983               | Téléverser                                                               |
| (nl) Twee woonhuizen onder één dak                                                                                              |                       |                                  | Oostkamp          | Marechalstraat 24            | 51° 09′ 05″ nord, 3° 14′ 10″ est | 87983               | Téléverser                                                               |
| (nl) Twee volgens spiegelbeeld gekoppelde diephuizen uit de jaren 1920                                                          |                       |                                  | Oostkamp          | Molenstraat 104              | 51° 08′ 55″ nord, 3° 13′ 45″ est | 87984               | Téléverser                                                               |
| (nl) Twee volgens spiegelbeeld gekoppelde diephuizen uit de jaren 1920                                                          |                       |                                  | Oostkamp          | Molenstraat 106              | 51° 08′ 55″ nord, 3° 13′ 45″ est | 87984               | Téléverser                                                               |
| (nl) Dieper gelegen hoeve |                       |                                  | Oostkamp          | Nieuwburgstraat 1            | 51° 08′ 08″ nord, 3° 13′ 28″ est | 87985               | Téléverser                                                               |
| (nl) Kasteel Nieuwburg |                       |                                  | Oostkamp          | Nieuwburgstraat 2            | 51° 08′ 16″ nord, 3° 13′ 03″ est | 87986               | Téléverser                                                               |
| (nl) Hoeve met losse bestanddelen                                                                                               |                       |                                  | Oostkamp          | Nieuwburgstraat 3            | 51° 08′ 10″ nord, 3° 13′ 30″ est | 87987               | Téléverser                                                               |
| (nl) Hoeve Daelman |                       |                                  | Oostkamp          | Nieuwburgstraat 6            | 51° 08′ 17″ nord, 3° 12′ 58″ est | 87988               | (nl) Hoeve Daelman                                                       |
| (nl) Hoeve |                       |                                  | Oostkamp          | Nieuwburgstraat 7            | 51° 08′ 20″ nord, 3° 12′ 45″ est | 87989               | Téléverser                                                               |
| (nl) Voormalig hoevetje, tot op heden deel uitmakend van kasteel Nieuwburg                                                      |                       |                                  | Oostkamp          | Nieuwburgstraat 9            | 51° 08′ 27″ nord, 3° 12′ 46″ est | 87990               | Téléverser                                                               |
| (nl) Gerenoveerde, in oorsprong pachthoeve tot op heden behorend tot kasteel Nieuwburg                                          |                       |                                  | Oostkamp          | Nieuwburgstraat 11           | 51° 08′ 28″ nord, 3° 12′ 00″ est | 87991               | Téléverser                                                               |
| (nl) Voormalig hoevetje |                       |                                  | Oostkamp          | Rustoordstraat 11            | 51° 09′ 19″ nord, 3° 13′ 59″ est | 87992               | Téléverser                                                               |
| (nl) Kapel van de Kaleshoek of Nieuwburgkapel, toegewijd aan Onze-Lieve-Vrouw van Lourdes, behorend tot kasteel Nieuwburg       |                       |                                  | Oostkamp          | Nieuwburgstraat              |                                  | 87993               | Téléverser                                                               |
| (nl) Woonhuis EMMAUS |                       |                                  | Oostkamp          | Rustoordstraat 15            | 51° 09′ 19″ nord, 3° 14′ 00″ est | 87994               | Téléverser                                                               |
| (nl) Hoevetje van het langgeveltype                                                                                             |                       |                                  | Oostkamp          | Nieuwburgstraat 16           | 51° 08′ 23″ nord, 3° 12′ 49″ est | 87995               | Téléverser                                                               |
| (nl) Voormalige directeurswoning van de vroegere melkerij Nieuwburg                                                             |                       |                                  | Oostkamp          | Nieuwburgstraat 28           | 51° 08′ 27″ nord, 3° 12′ 55″ est | 87996               | Téléverser                                                               |
| (nl) Woonhuis met schuur |                       |                                  | Oostkamp          | Nieuwburgstraat 30           | 51° 08′ 26″ nord, 3° 13′ 01″ est | 87997               | Téléverser                                                               |
| (nl) Voormalige melkerij Nieuwburg, thans genaamd 't Roodhof                                                                    |                       |                                  | Oostkamp          | Nieuwburgstraat 32           | 51° 08′ 27″ nord, 3° 13′ 02″ est | 87998               | Téléverser                                                               |
| (nl) Het voormalige gazekot horende bij de melkerij Nieuwburg                                                                   |                       |                                  | Oostkamp          | Nieuwburgstraat 34           | 51° 08′ 26″ nord, 3° 13′ 04″ est | 87999               | Téléverser                                                               |
| (nl) Gerenoveerde hoeve behorend tot kasteel Nieuwburg                                                                          |                       |                                  | Oostkamp          | Nieuwburgstraat 36           | 51° 08′ 25″ nord, 3° 13′ 01″ est | 88000               | Téléverser                                                               |
| (nl) Voormalige hoeve gelegen bij de melkerij Nieuwburg                                                                         |                       |                                  | Oostkamp          | Nieuwburgstraat 38           | 51° 08′ 25″ nord, 3° 13′ 02″ est | 88001               | Téléverser                                                               |
| (nl) Boerenarbeidershuisje, op hoek met Lettenburgstraat                                                                        |                       |                                  | Oostkamp          | Oedelemsestraat 31           | 51° 09′ 37″ nord, 3° 16′ 01″ est | 88002               | Téléverser                                                               |
| (nl) Architectenwoonst van architect Raf Blanckaert van 2001                                                                    |                       |                                  | Oostkamp          | Oedelemsestraat 58A          | 51° 09′ 30″ nord, 3° 16′ 13″ est | 88003               | Téléverser                                                               |
| (nl) Vrijstaande woning |                       |                                  | Oostkamp          | Oedelemsestraat 73           | 51° 09′ 33″ nord, 3° 16′ 18″ est | 88004               | Téléverser                                                               |
| (nl) Hoeve Beau Séjour |                       |                                  | Oostkamp          | Oedelemsestraat 116          | 51° 09′ 51″ nord, 3° 17′ 04″ est | 88006               | Téléverser                                                               |
| (nl) Dieper gelegen hoeve met losse bestanddelen                                                                                |                       |                                  | Oostkamp          | Oedelemsestraat 118          | 51° 09′ 47″ nord, 3° 17′ 05″ est | 88007               | Téléverser                                                               |
| (nl) 18de-eeuwse hoeve met bijgebouwen                                                                                          |                       |                                  | Oostkamp          | Oedelemsestraat 123          | 51° 10′ 00″ nord, 3° 16′ 56″ est | 88008               | Téléverser                                                               |
| (nl) Hoeve 't Beverhoutsveld |                       |                                  | Oostkamp          | Oedelemsestraat 129          | 51° 09′ 54″ nord, 3° 17′ 02″ est | 88009               | Téléverser                                                               |
| (nl) Dieperin gelegen hoeve van het langgeveltype                                                                               |                       |                                  | Oostkamp          | Oostdijk 35                  | 51° 10′ 03″ nord, 3° 15′ 08″ est | 88010               | Téléverser                                                               |
| (nl) Voormalige boerenarbeiderswoning met achterliggende stal                                                                   |                       |                                  | Oostkamp          | Papenvijversstraat 6         | 51° 07′ 28″ nord, 3° 15′ 25″ est | 88011               | Téléverser                                                               |
| (nl) Beukenhoeve, 19de-eeuws hoevetje                                                                                           |                       |                                  | Oostkamp          | Papenvijversstraat 10        | 51° 07′ 10″ nord, 3° 14′ 50″ est | 88012               | Téléverser                                                               |
| (nl) Eind 19de-eeuwse dubbelwoonst                                                                                              |                       |                                  | Oostkamp          | Patersonstraat 4             | 51° 09′ 17″ nord, 3° 15′ 27″ est | 88013               | Téléverser                                                               |
| (nl) Eind 19de-eeuwse dubbelwoonst                                                                                              |                       |                                  | Oostkamp          | Patersonstraat 6             | 51° 09′ 17″ nord, 3° 15′ 27″ est | 88013               | Téléverser                                                               |
| (nl) Villa zogenaamd Pectinata                                                                                                  |                       |                                  | Oostkamp          | Patersonstraat 9             | 51° 09′ 19″ nord, 3° 15′ 29″ est | 88014               | Téléverser                                                               |
| (nl) Voormalige herberg Het Molentje, thans twee woongelegenheden                                                               |                       |                                  | Oostkamp          | Patersonstraat 55            | 51° 09′ 24″ nord, 3° 15′ 40″ est | 88015               | Téléverser                                                               |
| (nl) Voormalige herberg Het Molentje, thans twee woongelegenheden                                                               |                       |                                  | Oostkamp          | Patersonstraat 57            | 51° 09′ 24″ nord, 3° 15′ 40″ est | 88015               | Téléverser                                                               |
| (nl) Woonhuis |                       |                                  | Oostkamp          | Patersonstraat 90            | 51° 09′ 27″ nord, 3° 15′ 41″ est | 88016               | Téléverser                                                               |
| (nl) Deels vrijstaande interbellumwoonst                                                                                        |                       |                                  | Oostkamp          | Patersonstraat 96            | 51° 09′ 28″ nord, 3° 15′ 41″ est | 88017               | Téléverser                                                               |
| (nl) Vrije basisschool Sint-Godelieve, voorheen Sint-Jozefschool                                                                |                       |                                  | Oostkamp          | Patersonstraat 98            | 51° 09′ 30″ nord, 3° 15′ 42″ est | 88018               | Téléverser                                                               |
| (nl) Vrijstaand woonhuis |                       |                                  | Oostkamp          | Patersonstraat 100           | 51° 09′ 31″ nord, 3° 15′ 42″ est | 88019               | Téléverser                                                               |
| (nl) Voormalige boerenarbeiderswoonst                                                                                           |                       |                                  | Oostkamp          | Poelstraat 47                | 51° 09′ 38″ nord, 3° 13′ 56″ est | 88020               | Téléverser                                                               |
| (nl) Blauw Kasteel of Beverhoutshof                                                                                             | Oui                   |                                  | Oostkamp          | Ravenbosstraat 10            | 51° 09′ 28″ nord, 3° 16′ 55″ est | 88021               | Téléverser                                                               |
| (nl) Hoeve van het langgeveltype                                                                                                |                       |                                  | Oostkamp          | Ravenbosstraat 20            | 51° 09′ 30″ nord, 3° 17′ 20″ est | 88022               | Téléverser                                                               |
| (nl) Hoeve met losse bestanddelen, met benaming Ravenbosch                                                                      |                       |                                  | Oostkamp          | Ravenbosstraat 22            | 51° 09′ 29″ nord, 3° 17′ 42″ est | 88023               | Téléverser                                                               |
| (nl) Onze-Lieve-Vrouwekapel |                       |                                  | Oostkamp          | Rozenstraat                  | 51° 09′ 36″ nord, 3° 13′ 52″ est | 88024               | Téléverser                                                               |
| (nl) Woonhuis uitgebreid met hedendaagse aanbouw                                                                                |                       |                                  | Oostkamp          | Rustoordstraat 23            | 51° 09′ 20″ nord, 3° 14′ 00″ est | 88025               | Téléverser                                                               |
| (nl) Vermoedelijk voormalige seinwachterswoning                                                                                 |                       |                                  | Oostkamp          | Gevaartsestraat 74           | 51° 09′ 09″ nord, 3° 15′ 45″ est | 88026               | Téléverser                                                               |
| (nl) Twee in elkaars verlengde gelegen, loodrecht op de weg georiënteerde woonhuizen                                            |                       |                                  | Oostkamp          | Kortrijksestraat 247         | 51° 07′ 50″ nord, 3° 12′ 00″ est | 88027               | Téléverser                                                               |
| (nl) Dieper gelegen eenheidsbebouwing bestaande uit vier wooneenheden                                                           |                       |                                  | Oostkamp          | Schooldreef 13               | 51° 09′ 13″ nord, 3° 14′ 12″ est | 88028               | Téléverser                                                               |
| (nl) Dieper gelegen eenheidsbebouwing bestaande uit vier wooneenheden                                                           |                       |                                  | Oostkamp          | Schooldreef 15               | 51° 09′ 13″ nord, 3° 14′ 12″ est | 88028               | Téléverser                                                               |
| (nl) Dieper gelegen eenheidsbebouwing bestaande uit vier wooneenheden                                                           |                       |                                  | Oostkamp          | Schooldreef 17               | 51° 09′ 13″ nord, 3° 14′ 12″ est | 88028               | Téléverser                                                               |
| (nl) Hoeve Musoir |                       |                                  | Oostkamp          | Nieuwburgstraat 13           | 51° 08′ 28″ nord, 3° 12′ 32″ est | 88029               | Téléverser                                                               |
| (nl) Rijhuis |                       |                                  | Oostkamp          | Schooldreef 34               | 51° 09′ 11″ nord, 3° 14′ 14″ est | 88030               | Téléverser                                                               |
| (nl) Huldemonument en gedenkplaat voor de Canadese soldaten en de burgerlijke slachtoffers uit de Tweede Wereldoorlog           |                       |                                  | Oostkamp          | Sint-Godelievestraat         |                                  | 88031               | Téléverser                                                               |
| (nl) Twee woonhuizen uit de jaren 1920                                                                                          |                       |                                  | Oostkamp          | Sint-Godelievestraat 12      | 51° 09′ 38″ nord, 3° 15′ 42″ est | 88032               | Téléverser                                                               |
| (nl) Twee woonhuizen uit de jaren 1920                                                                                          |                       |                                  | Oostkamp          | Sint-Godelievestraat 14      | 51° 09′ 38″ nord, 3° 15′ 42″ est | 88032               | Téléverser                                                               |
| (nl) Lage dorpswoning |                       |                                  | Oostkamp          | Sint-Godelievestraat 16      | 51° 09′ 39″ nord, 3° 15′ 42″ est | 88033               | Téléverser                                                               |
| (nl) Woonhuis uit de jaren 1930                                                                                                 |                       |                                  | Oostkamp          | Sint-Michielsestraat 26      | 51° 10′ 39″ nord, 3° 13′ 54″ est | 88034               | Téléverser                                                               |
| (nl) Woonhuis |                       |                                  | Oostkamp          | Sint-Godelievestraat 26      | 51° 09′ 40″ nord, 3° 15′ 43″ est | 88035               | Téléverser                                                               |
| (nl) Parochiekerk van het gehucht Moerbrugge, toegewijd aan de Sint-Godelieve                                                   |                       |                                  | Oostkamp          | Sint-Godelievestraat         | 51° 09′ 44″ nord, 3° 15′ 44″ est | 88036               | Téléverser                                                               |
| (nl) Sint-Godelievekapel |                       |                                  | Oostkamp          | Sint-Godelievestraat         | 51° 09′ 44″ nord, 3° 15′ 45″ est | 88037               | Téléverser                                                               |
| (nl) Pastorie van de Sint-Godelieveparochie                                                                                     |                       |                                  | Oostkamp          | Sint-Godelievestraat 53      | 51° 09′ 43″ nord, 3° 15′ 44″ est | 88038               | Téléverser                                                               |
| (nl) Samenstel van twee quasi identieke, volgens spiegelbeeld georiënteerde woningen in historiserende stijl                    |                       |                                  | Oostkamp          | Sint-Michielsestraat 1       |                                  | 88039               | Téléverser                                                               |
| (nl) Samenstel van twee quasi identieke, volgens spiegelbeeld georiënteerde woningen in historiserende stijl                    |                       |                                  | Oostkamp          | Sint-Michielsestraat 3       |                                  | 88039               | Téléverser                                                               |
| (nl) Interbellumwoning |                       |                                  | Oostkamp          | Sint-Michielsestraat 87      | 51° 10′ 36″ nord, 3° 13′ 45″ est | 88040               | Téléverser                                                               |
| (nl) Lapidarium |                       |                                  | Oostkamp          | Sint-Pietersplein            | 51° 09′ 19″ nord, 3° 14′ 08″ est | 88041               | Téléverser                                                               |
| (nl) Huldemonument voor de militaire slachtoffers van de Eerste Wereldoorlog                                                    |                       |                                  | Oostkamp          | Sint-Pietersplein            | 51° 09′ 19″ nord, 3° 14′ 08″ est | 88042               | Téléverser                                                               |
| (nl) Mogelijk in kern eind 19de-eeuws handelspand, thans café 't Putje                                                          |                       |                                  | Oostkamp          | Stationsstraat 8             | 51° 09′ 15″ nord, 3° 14′ 10″ est | 88043               | Téléverser                                                               |
| (nl) Woonhuis daterend van 1930                                                                                                 |                       |                                  | Oostkamp          | Stationsstraat 21            | 51° 09′ 16″ nord, 3° 14′ 15″ est | 88044               | Téléverser                                                               |
| (nl) Art decogetint handelspand                                                                                                 |                       |                                  | Oostkamp          | Stationsstraat 22            | 51° 09′ 15″ nord, 3° 14′ 13″ est | 88045               | Téléverser                                                               |
| (nl) Herenwoning |                       |                                  | Oostkamp          | Stationsstraat 30            | 51° 09′ 14″ nord, 3° 14′ 17″ est | 88046               | Téléverser                                                               |
| (nl) Halfvrijstaande, historiserende woning                                                                                     |                       |                                  | Oostkamp          | Stationsstraat 38            | 51° 09′ 14″ nord, 3° 14′ 19″ est | 88047               | Téléverser                                                               |
| (nl) Aaneenschakeling van diephuizen met puntgevels                                                                             |                       |                                  | Oostkamp          | Stationsstraat 46            | 51° 09′ 13″ nord, 3° 14′ 21″ est | 88048               | Téléverser                                                               |
| (nl) Aaneenschakeling van diephuizen met puntgevels                                                                             |                       |                                  | Oostkamp          | Stationsstraat 48            | 51° 09′ 13″ nord, 3° 14′ 21″ est | 88048               | Téléverser                                                               |
| (nl) Aaneenschakeling van diephuizen met puntgevels                                                                             |                       |                                  | Oostkamp          | Stationsstraat 50            | 51° 09′ 13″ nord, 3° 14′ 21″ est | 88048               | Téléverser                                                               |
| (nl) Aaneenschakeling van diephuizen met puntgevels                                                                             |                       |                                  | Oostkamp          | Stationsstraat 52            | 51° 09′ 13″ nord, 3° 14′ 21″ est | 88048               | Téléverser                                                               |
| (nl) Interbellumwoning |                       |                                  | Oostkamp          | Stationsstraat 70            | 51° 09′ 12″ nord, 3° 14′ 26″ est | 88049               | Téléverser                                                               |
| (nl) Interbellumwoning |                       |                                  | Oostkamp          | Stationsstraat 72            | 51° 09′ 12″ nord, 3° 14′ 26″ est | 88049               | Téléverser                                                               |
| (nl) Woonhuis |                       |                                  | Oostkamp          | Stationsstraat 76            | 51° 09′ 12″ nord, 3° 14′ 27″ est | 88050               | Téléverser                                                               |
| (nl) Gemeentepark De Valkaart                                                                                                   |                       |                                  | Oostkamp          | Stationsstraat 99            | 51° 09′ 19″ nord, 3° 14′ 35″ est | 88051               | Téléverser                                                               |
| (nl) Twee rijwoningen uit het interbellum                                                                                       |                       |                                  | Oostkamp          | Stationsstraat 100           | 51° 09′ 12″ nord, 3° 14′ 32″ est | 88052               | Téléverser                                                               |
| (nl) Twee rijwoningen uit het interbellum                                                                                       |                       |                                  | Oostkamp          | Stationsstraat 102           | 51° 09′ 12″ nord, 3° 14′ 32″ est | 88052               | Téléverser                                                               |
| (nl) Eind 19de-eeuws, dieper gelegen hoevetje                                                                                   |                       |                                  | Oostkamp          | Stationsstraat 109           | 51° 09′ 14″ nord, 3° 14′ 36″ est | 88053               | Téléverser                                                               |
| (nl) Vrijstaand breedhuis |                       |                                  | Oostkamp          | Stationsstraat 115           | 51° 09′ 14″ nord, 3° 14′ 39″ est | 88054               | Téléverser                                                               |
| (nl) Voormalige GEMEENTE / SCHOOL / 1873                                                                                        |                       |                                  | Oostkamp          | Stationsstraat 152           | 51° 09′ 12″ nord, 3° 14′ 44″ est | 88055               | Téléverser                                                               |
| (nl) Eenheidsbebouwing daterend van circa 1874                                                                                  |                       |                                  | Oostkamp          | Stationsstraat 159           | 51° 09′ 13″ nord, 3° 14′ 48″ est | 88056               | Téléverser                                                               |
| (nl) Eenheidsbebouwing daterend van circa 1874                                                                                  |                       |                                  | Oostkamp          | Stationsstraat 161           | 51° 09′ 13″ nord, 3° 14′ 48″ est | 88056               | Téléverser                                                               |
| (nl) Gruuthusekasteel (of Kasteel van Oostkamp)                                                                                 | Oui                   |                                  | Oostkamp          | Stationsstraat 196           | 51° 09′ 08″ nord, 3° 15′ 02″ est | 88057               | Téléverser                                                               |
| (nl) Villa |                       |                                  | Oostkamp          | Stationsstraat 210           | 51° 09′ 12″ nord, 3° 15′ 19″ est | 88058               | Téléverser                                                               |
| (nl) Villa Bloemendael |                       |                                  | Oostkamp          | Stationsstraat 215           | 51° 09′ 13″ nord, 3° 15′ 16″ est | 88059               | Téléverser                                                               |
| (nl) Voormalige, eind 19de-eeuwse dorpswoning                                                                                   |                       |                                  | Oostkamp          | Stationsstraat 224           | 51° 09′ 15″ nord, 3° 15′ 24″ est | 88060               | Téléverser                                                               |
| (nl) Half vrijstaand woonhuis                                                                                                   |                       |                                  | Oostkamp          | Stationsstraat 241           | 51° 09′ 15″ nord, 3° 15′ 21″ est | 88061               | Téléverser                                                               |
| (nl) Eind 19de-eeuwse dubbelwoning                                                                                              |                       |                                  | Oostkamp          | Stationsstraat 259           | 51° 09′ 16″ nord, 3° 15′ 23″ est | 88062               | Téléverser                                                               |
| (nl) In oorsprong zeker 18de-eeuwse hoeve van het langgeveltype                                                                 |                       |                                  | Oostkamp          | Stuivenbergstraat 112        | 51° 08′ 34″ nord, 3° 16′ 18″ est | 88063               | Téléverser                                                               |
| (nl) Dieperin gelegen hoeve met losse bestanddelen, genaamd 't Kalseienhof                                                      |                       |                                  | Oostkamp          | Stuivenbergstraat 121        | 51° 08′ 30″ nord, 3° 16′ 31″ est | 88064               | Téléverser                                                               |
| (nl) Hoeve Hulsthof |                       |                                  | Oostkamp          | Stuivenbergstraat 128        | 51° 08′ 15″ nord, 3° 16′ 11″ est | 88065               | Téléverser                                                               |
| (nl) Woonhuis |                       |                                  | Oostkamp          | Stuivenbergstraat 132        | 51° 08′ 22″ nord, 3° 16′ 36″ est | 88066               | Téléverser                                                               |
| (nl) Buitengoed van de familie Van Caillie                                                                                      |                       |                                  | Oostkamp          | Van Cailliedreef 7           | 51° 10′ 32″ nord, 3° 15′ 55″ est | 88067               | Téléverser                                                               |
| (nl) Hoeve Ter Poldersticken |                       |                                  | Oostkamp          | Van Cailliedreef 12          | 51° 10′ 30″ nord, 3° 15′ 59″ est | 88068               | Téléverser                                                               |
| (nl) 20ste-eeuws woonhuis met achtergelegen, 19de-eeuwse schuur                                                                 |                       |                                  | Oostkamp          | Veldstraat 22                | 51° 09′ 53″ nord, 3° 15′ 50″ est | 88069               | Téléverser                                                               |
| (nl) Hoeve met losse bestanddelen                                                                                               |                       |                                  | Oostkamp          | Veldstraat 42                | 51° 09′ 56″ nord, 3° 16′ 09″ est | 88070               | Téléverser                                                               |
| (nl) Begin 19de-eeuwse hoeve |                       |                                  | Oostkamp          | Veldstraat 54                | 51° 10′ 06″ nord, 3° 16′ 31″ est | 88071               | Téléverser                                                               |
| (nl) Hoeve sinds 1975 zogenaamd Ter Vijver                                                                                      |                       |                                  | Oostkamp          | Vliegweg 10                  | 51° 08′ 50″ nord, 3° 13′ 33″ est | 88072               | Téléverser                                                               |
| (nl) Hoeve Het Groene |                       |                                  | Oostkamp          | Vliegweg 20                  | 51° 09′ 05″ nord, 3° 13′ 05″ est | 88073               | Téléverser                                                               |
| (nl) Inwaarts gelegen hoeve |                       |                                  | Oostkamp          | Vliegweg 21                  | 51° 08′ 57″ nord, 3° 13′ 12″ est | 88074               | Téléverser                                                               |
| (nl) Hoeve daterend van circa 1800                                                                                              |                       |                                  | Oostkamp          | Vliegweg 24                  | 51° 08′ 49″ nord, 3° 12′ 40″ est | 88075               | Téléverser                                                               |
| (nl) Imposante, historische hoeve thans zogenaamd Joyeuse Pensée                                                                |                       |                                  | Oostkamp          | Warandestraat 1              | 51° 10′ 21″ nord, 3° 14′ 12″ est | 88076               | Téléverser                                                               |
| (nl) Kleine, vrijstaande interbellumwoning                                                                                      |                       |                                  | Oostkamp          | Warandestraat 24             | 51° 10′ 10″ nord, 3° 14′ 09″ est | 88077               | Téléverser                                                               |
| (nl) Hofstede of buitenhuis Nieuwhof of Buijthuijs                                                                              |                       |                                  | Oostkamp          | Waterstraat 29               | 51° 07′ 55″ nord, 3° 14′ 21″ est | 88078               | Téléverser                                                               |
| (nl) Hofstede of buitenhuis Nieuwhof of Buijthuijs                                                                              |                       |                                  | Oostkamp          | Waterstraat 31               | 51° 07′ 55″ nord, 3° 14′ 21″ est | 88078               | Téléverser                                                               |
| (nl) Hoeve De Groene Wal |                       |                                  | Oostkamp          | Waterstraat 32               | 51° 07′ 46″ nord, 3° 14′ 04″ est | 88079               | Téléverser                                                               |
| (nl) Hoeve Berckendycke |                       |                                  | Oostkamp          | Waterstraat 36               | 51° 07′ 42″ nord, 3° 14′ 05″ est | 88080               | Téléverser                                                               |
| (nl) Voormalige hoeve gelegen in de bocht van de Waterstraat                                                                    |                       |                                  | Oostkamp          | Waterstraat 42               | 51° 07′ 35″ nord, 3° 14′ 04″ est | 88081               | Téléverser                                                               |
| (nl) Bunkers |                       |                                  | Oostkamp          | Westdijk                     | 51° 10′ 22″ nord, 3° 14′ 29″ est | 88082               | Téléverser                                                               |
| (nl) Hoevetje zogenaamd Vaarthuis                                                                                               |                       |                                  | Oostkamp          | Westdijk 17                  | 51° 09′ 42″ nord, 3° 15′ 28″ est | 88083               | Téléverser                                                               |
| (nl) Hoeve zogenaamd De Coupure                                                                                                 |                       |                                  | Oostkamp          | Westdijk 18                  | 51° 09′ 53″ nord, 3° 15′ 12″ est | 88084               | Téléverser                                                               |
| (nl) Zogenaamd Klaverhuis, eerste boswachterwoning op het domein d'Ursel                                                        |                       |                                  | Oostkamp          | Westdijk 19                  | 51° 09′ 56″ nord, 3° 14′ 47″ est | 88085               | Téléverser                                                               |
| (nl) Hoeve Ter Laere |                       |                                  | Oostkamp          | Westdijk 20                  | 51° 10′ 12″ nord, 3° 14′ 44″ est | 88086               | Téléverser                                                               |
| (nl) Hoeve Ter Laere |                       |                                  | Oostkamp          | Westdijk 21                  | 51° 10′ 12″ nord, 3° 14′ 44″ est | 88086               | Téléverser                                                               |
| (nl) In oorsprong deels 18de-eeuwse hoeve                                                                                       |                       |                                  | Oostkamp          | Wilgenbroekstraat 41         | 51° 10′ 02″ nord, 3° 13′ 47″ est | 88087               | Téléverser                                                               |
| (nl) 19de-eeuwse hoeve Rietdam                                                                                                  |                       |                                  | Oostkamp          | Wilgenbroekstraat 56         | 51° 10′ 26″ nord, 3° 13′ 47″ est | 88088               | Téléverser                                                               |
| (nl) 18de-eeuwse hoeve met losse bestanddelen                                                                                   |                       |                                  | Oostkamp          | Wilgenbroekstraat 72         | 51° 09′ 57″ nord, 3° 13′ 42″ est | 88089               | Téléverser                                                               |
| (nl) Bijgebouwen van het ten zuiden gelegen kasteel Schoonhove                                                                  | Oui                   |                                  | Oostkamp          | Wilgenbroekstraat 74         | 51° 09′ 54″ nord, 3° 13′ 43″ est | 88090               | Téléverser                                                               |
| (nl) Bijgebouwen van het ten zuiden gelegen kasteel Schoonhove                                                                  | Oui                   |                                  | Oostkamp          | Wilgenbroekstraat 76         | 51° 09′ 54″ nord, 3° 13′ 43″ est | 88090               | Téléverser                                                               |
| (nl) Tweelaags, 19de-eeuws hoevetje                                                                                             |                       |                                  | Oostkamp          | Wollestraat 49               | 51° 08′ 19″ nord, 3° 15′ 30″ est | 88091               | Téléverser                                                               |
| (nl) Kleine hoeve |                       |                                  | Hertsberge        | Beukendreef 13               | 51° 06′ 27″ nord, 3° 16′ 52″ est | 88092               | Téléverser                                                               |
| (nl) Kleine, 19de-eeuwse hoeve van het langgeveltype met bijhorend bakhuis                                                      |                       |                                  | Hertsberge        | Breeweg 19                   | 51° 07′ 04″ nord, 3° 15′ 51″ est | 88093               | Téléverser                                                               |
| (nl) Boerenarbeidershuisje met achterliggende stallingen                                                                        |                       |                                  | Hertsberge        | Breeweg 20                   | 51° 06′ 34″ nord, 3° 15′ 33″ est | 88094               | Téléverser                                                               |
| (nl) Dieper gelegen, kleine hoeve van het langgeveltype                                                                         |                       |                                  | Hertsberge        | Breeweg 25                   | 51° 07′ 14″ nord, 3° 15′ 55″ est | 88095               | Téléverser                                                               |
| (nl) Hoeve bestaande uit losse bestanddelen                                                                                     |                       |                                  | Hertsberge        | Breeweg 30                   | 51° 06′ 49″ nord, 3° 15′ 30″ est | 88096               | Téléverser                                                               |
| (nl) Hoeve |                       |                                  | Hertsberge        | Breeweg 34                   | 51° 06′ 47″ nord, 3° 15′ 39″ est | 88097               | Téléverser                                                               |
| (nl) In oorsprong 19de-eeuwse hoeve, later uitgebreid, zogenaamd Broadwayfarm                                                   |                       |                                  | Hertsberge        | Breeweg 40                   | 51° 06′ 56″ nord, 3° 15′ 42″ est | 88098               | Téléverser                                                               |
| (nl) Hoeve gebouwd en uitgebreid in de loop van de 19de-20ste eeuw                                                              |                       |                                  | Hertsberge        | Breeweg 42                   | 51° 07′ 01″ nord, 3° 15′ 40″ est | 88099               | Téléverser                                                               |
| (nl) Voormalig hoevetje |                       |                                  | Hertsberge        | Hazelaarstraat 8             | 51° 07′ 53″ nord, 3° 16′ 11″ est | 88100               | Téléverser                                                               |
| (nl) KORTEKEERS / CAPELLEKE / 1899 / ONZE LIEVE VROUWE TER TROOST                                                               |                       |                                  | Hertsberge        | Hertsbergeveldstraat         | 51° 05′ 32″ nord, 3° 15′ 19″ est | 88101               | Téléverser                                                               |
| (nl) Kleine hoeve met ge´ncorporeerde stal                                                                                      |                       |                                  | Hertsberge        | Hertsbergeveldstraat 11      | 51° 05′ 27″ nord, 3° 15′ 03″ est | 88102               | Téléverser                                                               |
| (nl) Voormalige KASTEELHOEVE van het kasteel Bulskampveld                                                                       |                       |                                  | Hertsberge        | Kasteeldreef 11              | 51° 06′ 06″ nord, 3° 16′ 17″ est | 88103               | Téléverser                                                               |
| (nl) Eenheidsbebouwing van voorheen vier arbeiderswoningen                                                                      |                       |                                  | Hertsberge        | Lodistraat 5                 | 51° 06′ 23″ nord, 3° 16′ 25″ est | 88104               | Téléverser                                                               |
| (nl) Eenheidsbebouwing van voorheen vier arbeiderswoningen                                                                      |                       |                                  | Hertsberge        | Lodistraat 7                 | 51° 06′ 23″ nord, 3° 16′ 25″ est | 88104               | Téléverser                                                               |
| (nl) Eenheidsbebouwing van voorheen vier arbeiderswoningen                                                                      |                       |                                  | Hertsberge        | Lodistraat 9                 | 51° 06′ 23″ nord, 3° 16′ 25″ est | 88104               | Téléverser                                                               |
| (nl) Vrijstaand diephuis |                       |                                  | Hertsberge        | Lodistraat 25                | 51° 06′ 27″ nord, 3° 16′ 29″ est | 88105               | Téléverser                                                               |
| (nl) Voormalige stoomkorenmolen                                                                                                 |                       |                                  | Hertsberge        | Lodistraat 75                | 51° 07′ 01″ nord, 3° 16′ 19″ est | 88106               | Téléverser                                                               |
| (nl) Inwaarts gelegen hoeve thans met de recente benaming De wilde wingerd                                                      |                       |                                  | Hertsberge        | Lodistraat 84                | 51° 06′ 53″ nord, 3° 16′ 42″ est | 88107               | Téléverser                                                               |
| (nl) Hoeve Wolvegracht |                       |                                  | Hertsberge        | Lodistraat 86                | 51° 07′ 07″ nord, 3° 16′ 30″ est | 88108               | Téléverser                                                               |
| (nl) Kleine, 19de-eeuwse hoeve                                                                                                  |                       |                                  | Hertsberge        | Lodistraat 88                | 51° 07′ 04″ nord, 3° 16′ 19″ est | 88109               | Téléverser                                                               |
| (nl) Kleine hoeve |                       |                                  | Hertsberge        | Lodistraat 97                | 51° 07′ 07″ nord, 3° 16′ 11″ est | 88110               | Téléverser                                                               |
| (nl) Hoeve |                       |                                  | Hertsberge        | Lodistraat 109               | 51° 07′ 14″ nord, 3° 16′ 06″ est | 88111               | Téléverser                                                               |
| (nl) Hoeve 't Leen, thans ook genaamd hoeve Ten Duivenhuize                                                                     |                       |                                  | Hertsberge        | Lodistraat 112               | 51° 07′ 36″ nord, 3° 15′ 51″ est | 88112               | Téléverser                                                               |
| (nl) Kleine hoeve |                       |                                  | Hertsberge        | Lodistraat 117               | 51° 07′ 23″ nord, 3° 15′ 56″ est | 88113               | Téléverser                                                               |
| (nl) Voormalige GEMEENTE / SCHOOL / ANNO 1868                                                                                   |                       |                                  | Hertsberge        | Lodistraat 123               | 51° 07′ 28″ nord, 3° 15′ 52″ est | 88114               | Téléverser                                                               |
| (nl) Onze-Lieve-Vrouwekapel |                       |                                  | Hertsberge        | Molleree 3                   | 51° 06′ 20″ nord, 3° 16′ 18″ est | 88115               | Téléverser                                                               |
| (nl) Hoeve met schuur nabij de hoek met de Breeweg                                                                              |                       |                                  | Hertsberge        | Papenvijversstraat 1         | 51° 07′ 32″ nord, 3° 15′ 44″ est | 88116               | Téléverser                                                               |
| (nl) Boerenhuis met lagere, aanpalende stal                                                                                     |                       |                                  | Hertsberge        | Papenvijversstraat 9         | 51° 07′ 27″ nord, 3° 15′ 29″ est | 88117               | Téléverser                                                               |
| (nl) In oorsprong eind 18de-eeuwse hoeve                                                                                        |                       |                                  | Hertsberge        | Papenvijversstraat 11        | 51° 07′ 25″ nord, 3° 15′ 23″ est | 88118               | Téléverser                                                               |
| (nl) In oorsprong eind 18de-eeuwse hoeve                                                                                        |                       |                                  | Hertsberge        | Papenvijversstraat 13        | 51° 07′ 25″ nord, 3° 15′ 23″ est | 88118               | Téléverser                                                               |
| (nl) Dieper gelegen hoeve |                       |                                  | Hertsberge        | Papenvijversstraat 17        | 51° 07′ 11″ nord, 3° 15′ 12″ est | 88119               | Téléverser                                                               |
| (nl) Kasteel van Hertsberge, ook genaamd Kasteel Rapaert de Grass                                                               |                       |                                  | Hertsberge        | Proosdijstraat 38            | 51° 06′ 18″ nord, 3° 15′ 37″ est | 88120               | Téléverser                                                               |
| (nl) Hoeve met losse bestanddelen                                                                                               |                       |                                  | Hertsberge        | Proosdijstraat 39            | 51° 06′ 21″ nord, 3° 15′ 06″ est | 88121               | Téléverser                                                               |
| (nl) Voormalige hoeve |                       |                                  | Hertsberge        | Proosdijstraat 43            | 51° 06′ 22″ nord, 3° 15′ 39″ est | 88122               | Téléverser                                                               |
| (nl) Vrijstaande interbellumvilla                                                                                               |                       |                                  | Hertsberge        | Proosdijstraat 64            | 51° 06′ 24″ nord, 3° 16′ 01″ est | 88123               | Téléverser                                                               |
| (nl) Typische lage woning |                       |                                  | Hertsberge        | Proosdijstraat 65            | 51° 06′ 23″ nord, 3° 15′ 53″ est | 88124               | Téléverser                                                               |
| (nl) Elektriciteitscabine |                       |                                  | Hertsberge        | Proosdijstraat 84            | 51° 06′ 32″ nord, 3° 16′ 17″ est | 88125               | Téléverser                                                               |
| (nl) Woonhuis |                       |                                  | Hertsberge        | Proosdijstraat 98            | 51° 06′ 44″ nord, 3° 16′ 19″ est | 88126               | Téléverser                                                               |
| (nl) Voormalige langgevelhoeve                                                                                                  |                       |                                  | Hertsberge        | Proosdijstraat 104           | 51° 06′ 48″ nord, 3° 16′ 23″ est | 88127               | Téléverser                                                               |
| (nl) Hoeve van het langgeveltype                                                                                                |                       |                                  | Hertsberge        | Proosdijstraat 106           | 51° 06′ 51″ nord, 3° 16′ 20″ est | 88128               | Téléverser                                                               |
| (nl) Verzorgd en uiterlijk goed bewaard hoevetje                                                                                |                       |                                  | Hertsberge        | Proosdijstraat 121           | 51° 06′ 42″ nord, 3° 16′ 14″ est | 88129               | Téléverser                                                               |
| (nl) Breedhuis op de hoek met de Lodistraat                                                                                     |                       |                                  | Hertsberge        | Proosdijstraat 131           | 51° 06′ 58″ nord, 3° 16′ 24″ est | 88130               | Téléverser                                                               |
| (nl) Vrij imposante woning op de hoek van de Lodistraat                                                                         |                       |                                  | Hertsberge        | Rapaertstraat 2              | 51° 06′ 20″ nord, 3° 16′ 23″ est | 88131               | Téléverser                                                               |
| (nl) Woonhuis met achterliggende schuur                                                                                         |                       |                                  | Hertsberge        | Rapaertstraat 5              | 51° 06′ 21″ nord, 3° 16′ 18″ est | 88132               | Téléverser                                                               |
| (nl) Lage dorpswoningen |                       |                                  | Hertsberge        | Rapaertstraat 10             | 51° 06′ 25″ nord, 3° 16′ 19″ est | 88133               | Téléverser                                                               |
| (nl) Lage dorpswoningen |                       |                                  | Hertsberge        | Rapaertstraat 12             | 51° 06′ 25″ nord, 3° 16′ 19″ est | 88133               | Téléverser                                                               |
| (nl) Boerenarbeiderswoning |                       |                                  | Hertsberge        | Rapaertstraat 27B            | 51° 06′ 25″ nord, 3° 16′ 10″ est | 88134               | Téléverser                                                               |
| (nl) Hoeve gelegen in de wijk de Schare                                                                                         |                       |                                  | Hertsberge        | Scharestraat 1               | 51° 06′ 32″ nord, 3° 14′ 23″ est | 88135               | Téléverser                                                               |
| (nl) Boerenarbeiderswoning met drie bijhorende landgebouwen                                                                     |                       |                                  | Hertsberge        | Scharestraat 7               | 51° 06′ 29″ nord, 3° 14′ 25″ est | 88136               | Téléverser                                                               |
| (nl) Langgevelhoeve gelegen op de hoek met de Sterredreef                                                                       |                       |                                  | Hertsberge        | Scharestraat 27              | 51° 05′ 47″ nord, 3° 14′ 49″ est | 88137               | Téléverser                                                               |
| (nl) Vrij gaaf bewaarde hoeve met losse bestanddelen in U-vorm                                                                  |                       |                                  | Hertsberge        | Scharestraat 33              | 51° 05′ 42″ nord, 3° 14′ 52″ est | 88138               | Téléverser                                                               |
| (nl) Hoeve |                       |                                  | Hertsberge        | Scharestraat 37              | 51° 05′ 35″ nord, 3° 14′ 54″ est | 88139               | Téléverser                                                               |
| (nl) Kleine hoeve gelegen in de wijk Kortekeer                                                                                  |                       |                                  | Hertsberge        | Sterredreef 23               | 51° 05′ 49″ nord, 3° 15′ 05″ est | 88140               | Téléverser                                                               |
| (nl) Hoeve met vermoedelijk recente benaming LA FERME DU BON DIEU                                                               |                       |                                  | Hertsberge        | Sterredreef 30               | 51° 05′ 52″ nord, 3° 15′ 04″ est | 88141               | Téléverser                                                               |
| (nl) Hedendaagse villa |                       |                                  | Hertsberge        | Talieweg 4                   | 51° 06′ 03″ nord, 3° 16′ 16″ est | 88142               | Téléverser                                                               |
| (nl) Kerkhof |                       |                                  | Hertsberge        | Wingensestraat               | 51° 06′ 20″ nord, 3° 16′ 26″ est | 88143               | Téléverser                                                               |
| (nl) Gedenkzuil voor de militaire en burgerlijke slachtoffers uit de Eerste en Tweede Wereldoorlog                              |                       |                                  | Hertsberge        | Wingensestraat               |                                  | 88144               | Téléverser                                                               |
| (nl) Sint-Janskerk |                       |                                  | Hertsberge        | Wingensestraat               | 51° 06′ 18″ nord, 3° 16′ 25″ est | 88145               | Téléverser                                                               |
| (nl) Pastorie van de Sint-Jansparochie van Hertsberge                                                                           |                       |                                  | Hertsberge        | Wingensestraat 2             | 51° 06′ 18″ nord, 3° 16′ 24″ est | 88146               | Téléverser                                                               |
| (nl) 19de-eeuwse werkmanswoonst                                                                                                 |                       |                                  | Hertsberge        | Wingensestraat 6             | 51° 06′ 17″ nord, 3° 16′ 22″ est | 88147               | Téléverser                                                               |
| (nl) In oorsprong eind 19de-eeuws klooster en school van de zusters apostolinnen                                                |                       |                                  | Hertsberge        | Wingensestraat 10            | 51° 06′ 14″ nord, 3° 16′ 21″ est | 88148               | Téléverser                                                               |
| (nl) Woonhuis |                       |                                  | Hertsberge        | Wingensestraat 44            | 51° 06′ 07″ nord, 3° 16′ 06″ est | 88149               | Téléverser                                                               |
| (nl) Breedhuisje |                       |                                  | Hertsberge        | Lodistraat 23                | 51° 06′ 27″ nord, 3° 16′ 29″ est | 88150               | Téléverser                                                               |
| (nl) Veldkruis |                       |                                  | Ruddervoorde      | Akkerstraat                  | 51° 06′ 28″ nord, 3° 13′ 45″ est | 88151               | Téléverser                                                               |
| (nl) Onze-Lieve-Vrouwkapelletje                                                                                                 |                       |                                  | Ruddervoorde      | Baliebrugstraat              | 51° 04′ 17″ nord, 3° 10′ 11″ est | 88152               | Téléverser                                                               |
| (nl) Kleine hoeve |                       |                                  | Ruddervoorde      | Bergenstraat 36              | 51° 05′ 41″ nord, 3° 10′ 32″ est | 88153               | Téléverser                                                               |
| (nl) Karashoeve |                       |                                  | Ruddervoorde      | Bergenstraat 60              | 51° 05′ 27″ nord, 3° 10′ 23″ est | 88154               | Téléverser                                                               |
| (nl) Kleine voormalige pachthoeve                                                                                               |                       |                                  | Ruddervoorde      | Bergenstraat 63              | 51° 05′ 07″ nord, 3° 09′ 50″ est | 88155               | Téléverser                                                               |
| (nl) 19de-eeuws, achterin gelegen hoevetje in het gehucht Sijslo                                                                |                       |                                  | Ruddervoorde      | Bergenstraat 88              | 51° 05′ 18″ nord, 3° 10′ 07″ est | 88156               | Téléverser                                                               |
| (nl) Kleine 19de-eeuwse hoeve                                                                                                   |                       |                                  | Ruddervoorde      | Buizenstraat 2               | 51° 05′ 24″ nord, 3° 10′ 30″ est | 88157               | Téléverser                                                               |
| (nl) Hoeve De Baliebrugge |                       |                                  | Ruddervoorde      | Cijnsdreef 3                 | 51° 04′ 34″ nord, 3° 09′ 57″ est | 88158               | Téléverser                                                               |
| (nl) Boerenarbeidershuisje van 1935                                                                                             |                       |                                  | Ruddervoorde      | Cijnsdreef 6                 | 51° 04′ 59″ nord, 3° 09′ 27″ est | 88159               | Téléverser                                                               |
| (nl) Woonhuis van 1932 |                       |                                  | Ruddervoorde      | Claeysstraat 4               | 51° 04′ 40″ nord, 3° 10′ 18″ est | 88160               | Téléverser                                                               |
| (nl) De Leitekapel |                       |                                  | Ruddervoorde      | De Leiteweg                  | 51° 06′ 03″ nord, 3° 13′ 17″ est | 88161               | Téléverser                                                               |
| (nl) Hoeve 't Eyckerhof |                       |                                  | Ruddervoorde      | Eikenstraat 4                | 51° 04′ 24″ nord, 3° 12′ 01″ est | 88162               | Téléverser                                                               |
| (nl) Kleine, begin 19de-eeuwse hoeve                                                                                            |                       |                                  | Ruddervoorde      | Groenhovestraat 26           | 51° 05′ 09″ nord, 3° 10′ 09″ est | 88163               | Téléverser                                                               |
| (nl) Elektriciteitscabine in lichte art decostijl                                                                               |                       |                                  | Ruddervoorde      | Groenstraat                  | 51° 05′ 00″ nord, 3° 12′ 25″ est | 88164               | Téléverser                                                               |
| (nl) Hoeve met losse bestanddelen                                                                                               |                       |                                  | Ruddervoorde      | Groenstraat 4                | 51° 05′ 12″ nord, 3° 12′ 39″ est | 88165               | Téléverser                                                               |
| (nl) Hoeve gelegen in een kromming van de straat                                                                                |                       |                                  | Ruddervoorde      | Groenstraat 15               | 51° 04′ 56″ nord, 3° 12′ 25″ est | 88166               | Téléverser                                                               |
| (nl) Vrij imposante, begin 19de-eeuwse hoeve                                                                                    |                       |                                  | Ruddervoorde      | Groenstraat 20               | 51° 05′ 00″ nord, 3° 12′ 20″ est | 88167               | Téléverser                                                               |
| (nl) Opmerkelijke erftoegang |                       |                                  | Ruddervoorde      | Groenstraat 28               | 51° 04′ 39″ nord, 3° 11′ 54″ est | 88168               | Téléverser                                                               |
| (nl) Eertijds omwalde hoeve |                       |                                  | Ruddervoorde      | Groenstraat 30               | 51° 04′ 34″ nord, 3° 11′ 25″ est | 88169               | Téléverser                                                               |
| (nl) Kleine hoeve |                       |                                  | Ruddervoorde      | Hazelbeekstraat 4            | 51° 05′ 04″ nord, 3° 11′ 15″ est | 88170               | Téléverser                                                               |
| (nl) Kleine hoeve, gelegen op het gehucht Baliebrugge                                                                           |                       |                                  | Ruddervoorde      | Hazelbeekstraat 12           | 51° 04′ 58″ nord, 3° 10′ 44″ est | 88171               | Téléverser                                                               |
| (nl) Lage dorpswoning met achtergelegen bijgebouwen                                                                             |                       |                                  | Ruddervoorde      | Hillestraat 6                | 51° 05′ 51″ nord, 3° 12′ 33″ est | 88172               | Téléverser                                                               |
| (nl) Lage dorpswoning |                       |                                  | Ruddervoorde      | Hillestraat 15               | 51° 05′ 52″ nord, 3° 12′ 33″ est | 88173               | Téléverser                                                               |
| (nl) Midden 19de-eeuws hoevetje                                                                                                 |                       |                                  | Ruddervoorde      | Hillestraat 32               | 51° 06′ 20″ nord, 3° 11′ 58″ est | 88174               | Téléverser                                                               |
| (nl) Inwaarts gelegen hoeve, behoort tot vandaag bij eigendommen van kasteel Pecsteen                                           |                       |                                  | Ruddervoorde      | Hillestraat 37               | 51° 06′ 00″ nord, 3° 12′ 00″ est | 88175               | Téléverser                                                               |
| (nl) Hoeve, behorend tot de eigendommen van kasteel Pecsteen                                                                    |                       |                                  | Ruddervoorde      | Hillestraat 39               | 51° 06′ 03″ nord, 3° 12′ 32″ est | 88176               | Téléverser                                                               |
| (nl) Kasteel Pecsteen |                       |                                  | Ruddervoorde      | Hillestraat 41               | 51° 06′ 05″ nord, 3° 12′ 27″ est | 88177               | (nl) Kasteel Pecsteen                                                    |
| (nl) Hoeve met losse bestanddelen, behoort tot eigendommen van kasteel Pecsteen                                                 |                       |                                  | Ruddervoorde      | Hillestraat 43               | 51° 06′ 09″ nord, 3° 12′ 28″ est | 88178               | Téléverser                                                               |
| (nl) Klein voormalige hoevetje                                                                                                  |                       |                                  | Ruddervoorde      | Hillestraat 45               | 51° 06′ 14″ nord, 3° 12′ 08″ est | 88179               | Téléverser                                                               |
| (nl) 19de-eeuwse lage woning |                       |                                  | Ruddervoorde      | Hofstraat 12                 | 51° 05′ 42″ nord, 3° 12′ 21″ est | 88180               | Téléverser                                                               |
| (nl) Lage dorpswoning |                       |                                  | Ruddervoorde      | Hofstraat 14                 | 51° 05′ 42″ nord, 3° 12′ 21″ est | 88181               | Téléverser                                                               |
| (nl) Samenstel van thans twee lage dorpswoningen                                                                                |                       |                                  | Ruddervoorde      | Hofstraat 18                 | 51° 05′ 41″ nord, 3° 12′ 19″ est | 88182               | Téléverser                                                               |
| (nl) Samenstel van thans twee lage dorpswoningen                                                                                |                       |                                  | Ruddervoorde      | Hofstraat 20                 | 51° 05′ 41″ nord, 3° 12′ 19″ est | 88182               | Téléverser                                                               |
| (nl) Samenstel van thans twee lage dorpswoningen                                                                                |                       |                                  | Ruddervoorde      | Hofstraat 22                 | 51° 05′ 41″ nord, 3° 12′ 19″ est | 88182               | Téléverser                                                               |
| (nl) Samenstel van thans twee lage dorpswoningen                                                                                |                       |                                  | Ruddervoorde      | Hofstraat 24                 | 51° 05′ 41″ nord, 3° 12′ 19″ est | 88182               | Téléverser                                                               |
| (nl) Vrij imposante hoeve |                       |                                  | Ruddervoorde      | Hogestraat 59                | 51° 05′ 22″ nord, 3° 11′ 08″ est | 88183               | Téléverser                                                               |
| (nl) Hoeve met losse bestanddelen                                                                                               |                       |                                  | Ruddervoorde      | Kaleshoekstraat 1C           | 51° 04′ 23″ nord, 3° 11′ 22″ est | 88184               | Téléverser                                                               |
| (nl) Op de hoek met de Torhoutsestraat staat een gedenkteken voor kanunnik Andries                                              |                       |                                  | Ruddervoorde      | Kanunnik Andriesstraat       |                                  | 88185               | Téléverser                                                               |
| (nl) Hoekpand aan de Sijslostraat                                                                                               |                       |                                  | Ruddervoorde      | Kanunnik Andriesstraat 25    | 51° 05′ 44″ nord, 3° 12′ 07″ est | 88186               | Téléverser                                                               |
| (nl) Kapel van Onze-Lieve-Vrouw van Lourdes                                                                                     |                       |                                  | Ruddervoorde      | Kerkwegel                    | 51° 05′ 48″ nord, 3° 12′ 37″ est | 88187               | Téléverser                                                               |
| (nl) Vrijstaande villa gelegen in een tuin                                                                                      |                       |                                  | Ruddervoorde      | Koebroekdreef 11             | 51° 05′ 46″ nord, 3° 12′ 37″ est | 88188               | Téléverser                                                               |
| (nl) Bewaard volume van een 19de-eeuwse, lage dorpswoning                                                                       |                       |                                  | Ruddervoorde      | Koebroekdreef 12             | 51° 05′ 46″ nord, 3° 12′ 35″ est | 88189               | Téléverser                                                               |
| (nl) Hoeve Koebroek of het hof Koebroek (Hofstede Coubrouc)                                                                     |                       |                                  | Ruddervoorde      | Koebroekdreef 27             | 51° 05′ 25″ nord, 3° 12′ 58″ est | 88190               | Téléverser                                                               |
| (nl) Woonhuis |                       |                                  | Ruddervoorde      | Korte Akkerstraat 2          | 51° 06′ 26″ nord, 3° 14′ 00″ est | 88191               | Téléverser                                                               |
| (nl) Hoeve van het langgeveltype                                                                                                |                       |                                  | Ruddervoorde      | Kortekeerstraat 3            | 51° 05′ 27″ nord, 3° 13′ 48″ est | 88192               | Téléverser                                                               |
| (nl) Eind 19de-eeuws hoevetje                                                                                                   |                       |                                  | Ruddervoorde      | Kortekeerstraat 5            | 51° 05′ 34″ nord, 3° 13′ 52″ est | 88193               | Téléverser                                                               |
| (nl) Hoevetje |                       |                                  | Ruddervoorde      | Kortekeerstraat 16           | 51° 05′ 22″ nord, 3° 14′ 16″ est | 88194               | Téléverser                                                               |
| (nl) Eind 18de-eeuwse, inwaarts gelegen hoeve aan de hoek met Scharestraat                                                      |                       |                                  | Ruddervoorde      | Kortekeerstraat 24           | 51° 05′ 21″ nord, 3° 14′ 56″ est | 88195               | Téléverser                                                               |
| (nl) Boerenarbeiderswoonst |                       |                                  | Ruddervoorde      | Kortrijksestraat 436         | 51° 06′ 23″ nord, 3° 13′ 19″ est | 88196               | Téléverser                                                               |
| (nl) Boerenarbeiderswoonst van 1907                                                                                             |                       |                                  | Ruddervoorde      | Kortrijksestraat 491         | 51° 05′ 58″ nord, 3° 13′ 30″ est | 88197               | Téléverser                                                               |
| (nl) Kasteel Sint-Hubert |                       |                                  | Ruddervoorde      | Kortrijksestraat 493         | 51° 05′ 53″ nord, 3° 13′ 33″ est | 88198               | Téléverser                                                               |
| (nl) Landhuis zogenaamd Leegendael                                                                                              |                       |                                  | Ruddervoorde      | Kortrijksestraat 498         | 51° 05′ 43″ nord, 3° 13′ 21″ est | 88199               | Téléverser                                                               |
| (nl) Onze-Lieve-Vrouwkapel |                       |                                  | Ruddervoorde      | Kortrijksestraat             | 51° 05′ 32″ nord, 3° 13′ 24″ est | 88200               | Téléverser                                                               |
| (nl) Hoeve 't Kapelhof |                       |                                  | Ruddervoorde      | Kortrijksestraat 499         | 51° 05′ 33″ nord, 3° 13′ 26″ est | 88201               | Téléverser                                                               |
| (nl) Voormalig hoevetje |                       |                                  | Ruddervoorde      | Kortrijksestraat 509         | 51° 04′ 51″ nord, 3° 13′ 29″ est | 88202               | Téléverser                                                               |
| (nl) Woning |                       |                                  | Ruddervoorde      | Kortrijksestraat 510         | 51° 05′ 24″ nord, 3° 13′ 21″ est | 88203               | Téléverser                                                               |
| (nl) Hoevetje |                       |                                  | Ruddervoorde      | Kortrijksestraat 513         | 51° 04′ 19″ nord, 3° 13′ 18″ est | 88204               | Téléverser                                                               |
| (nl) Begin 20ste-eeuwse hoeve                                                                                                   |                       |                                  | Ruddervoorde      | Kortrijksestraat 515         | 51° 04′ 09″ nord, 3° 13′ 22″ est | 88205               | Téléverser                                                               |
| (nl) Hoeve van het langgeveltype                                                                                                |                       |                                  | Ruddervoorde      | Kortrijksestraat 521         | 51° 04′ 04″ nord, 3° 13′ 34″ est | 88206               | Téléverser                                                               |
| (nl) Woonhuis gelegen rechts van een dreef die leidt naar het kasteel Raepenburg                                                |                       |                                  | Ruddervoorde      | Kortrijksestraat 528         | 51° 04′ 26″ nord, 3° 12′ 00″ est | 88207               | Téléverser                                                               |
| (nl) Kasteel Raepenburg |                       |                                  | Ruddervoorde      | Kortrijksestraat 532         | 51° 04′ 18″ nord, 3° 12′ 56″ est | 88208               | Téléverser                                                               |
| (nl) Boerenarbeidershuisje |                       |                                  | Ruddervoorde      | Kortrijksestraat 534         | 51° 04′ 15″ nord, 3° 13′ 15″ est | 88209               | Téléverser                                                               |
| (nl) Kleine boerenarbeiderswoonst                                                                                               |                       |                                  | Ruddervoorde      | Kwagatstraat 6               | 51° 05′ 55″ nord, 3° 11′ 28″ est | 88210               | Téléverser                                                               |
| (nl) Kasteel Lakenbossen of in de volksmond het Rood Kasteel                                                                    |                       |                                  | Ruddervoorde      | Lakebossendreef 4            | 51° 04′ 01″ nord, 3° 13′ 07″ est | 88211               | Téléverser                                                               |
| (nl) Voormalig schoolgebouw van de vrije jongensschool, later Congregatiekapel                                                  |                       |                                  | Ruddervoorde      | Leegtestraat 14              | 51° 05′ 33″ nord, 3° 12′ 22″ est | 88212               | Téléverser                                                               |
| (nl) Voormalig schoolgebouw van de vrije jongensschool, later Congregatiekapel                                                  |                       |                                  | Ruddervoorde      | Leegtestraat 16              | 51° 05′ 33″ nord, 3° 12′ 22″ est | 88212               | Téléverser                                                               |
| (nl) Hoeve van het langgeveltype                                                                                                |                       |                                  | Ruddervoorde      | Leegtestraat 33              | 51° 05′ 18″ nord, 3° 12′ 42″ est | 88213               | Téléverser                                                               |
| (nl) Sint-Eligiuskerk |                       |                                  | Ruddervoorde      | Markt 1                      | 51° 05′ 45″ nord, 3° 12′ 22″ est | 88214               | (nl) Sint-Eligiuskerk                                                    |
| (nl) Herberg 't Oud Gemeentehuis                                                                                                |                       |                                  | Ruddervoorde      | Markt 2                      | 51° 05′ 45″ nord, 3° 12′ 25″ est | 88215               | Téléverser                                                               |
| (nl) Lage dorpswoningen |                       |                                  | Ruddervoorde      | Markt 11                     | 51° 05′ 48″ nord, 3° 12′ 22″ est | 88216               | Téléverser                                                               |
| (nl) Lage dorpswoningen |                       |                                  | Ruddervoorde      | Markt 9                      | 51° 05′ 48″ nord, 3° 12′ 22″ est | 88216               | Téléverser                                                               |
| (nl) Voormalig handelshuis |                       |                                  | Ruddervoorde      | Markt 12                     | 51° 05′ 47″ nord, 3° 12′ 22″ est | 88217               | Téléverser                                                               |
| (nl) Kapel van het Heilige Hart                                                                                                 |                       |                                  | Ruddervoorde      | Munkenstraat 1               | 51° 04′ 14″ nord, 3° 13′ 02″ est | 88218               | Téléverser                                                               |
| (nl) Voormalige kasteelhoeve bij het kasteel Raepenburg                                                                         |                       |                                  | Ruddervoorde      | Munkenstraat 4               | 51° 04′ 20″ nord, 3° 12′ 53″ est | 88219               | Téléverser                                                               |
| (nl) 19de-eeuwse hoeve met losse bestanddelen                                                                                   |                       |                                  | Ruddervoorde      | Neerstraat 12                | 51° 04′ 50″ nord, 3° 10′ 40″ est | 88220               | Téléverser                                                               |
| (nl) Begin 20ste-eeuwse hoeve                                                                                                   |                       |                                  | Ruddervoorde      | Oude Veldegemsestraat 12     | 51° 06′ 03″ nord, 3° 10′ 50″ est | 88221               | Téléverser                                                               |
| (nl) Onze-Lieve-Vrouwekapel |                       |                                  | Ruddervoorde      | Papenhoekstraat              | 51° 05′ 18″ nord, 3° 11′ 21″ est | 88222               | Téléverser                                                               |
| (nl) Voormalige, 19de-eeuwse boerenarbeiderswoning                                                                              |                       |                                  | Ruddervoorde      | Papenhoekstraat 7            | 51° 05′ 27″ nord, 3° 11′ 52″ est | 88223               | Téléverser                                                               |
| (nl) Hoevetje |                       |                                  | Ruddervoorde      | Papenhoekstraat 20           | 51° 05′ 19″ nord, 3° 11′ 23″ est | 88224               | Téléverser                                                               |
| (nl) Klein hoevetje |                       |                                  | Ruddervoorde      | Polderstraat 1               | 51° 04′ 30″ nord, 3° 11′ 01″ est | 88225               | Téléverser                                                               |
| (nl) Kleine historische hoeve                                                                                                   |                       |                                  | Ruddervoorde      | Polderstraat 8               | 51° 04′ 30″ nord, 3° 10′ 52″ est | 88226               | Téléverser                                                               |
| (nl) Voormalig hoevetje thans in gebruik als woning                                                                             |                       |                                  | Ruddervoorde      | Processieweg 2               | 51° 04′ 37″ nord, 3° 10′ 11″ est | 88227               | Téléverser                                                               |
| (nl) Kasteel De Akker |                       |                                  | Ruddervoorde      | Proosdijstraat 1             | 51° 06′ 16″ nord, 3° 13′ 37″ est | 88228               | Téléverser                                                               |
| (nl) Hoeve |                       |                                  | Ruddervoorde      | Proosdijstraat 12            | 51° 06′ 22″ nord, 3° 14′ 06″ est | 88229               | Téléverser                                                               |
| (nl) Voormalig, eind 19de-eeuws hoevetje                                                                                        |                       |                                  | Ruddervoorde      | Proosdijstraat 17            | 51° 06′ 23″ nord, 3° 14′ 13″ est | 88230               | Téléverser                                                               |
| (nl) Eén van de witte boerderijen, gelegen in het voormalige Vrijgeweid                                                         |                       |                                  | Ruddervoorde      | Reigatstraat 1               | 51° 04′ 03″ nord, 3° 09′ 40″ est | 88231               | Téléverser                                                               |
| (nl) Hoeve |                       |                                  | Ruddervoorde      | Ringbeekstraat 1             | 51° 04′ 10″ nord, 3° 11′ 01″ est | 88232               | Téléverser                                                               |
| (nl) Voormalig hoevetje |                       |                                  | Ruddervoorde      | Robaardstraat 2              | 51° 04′ 53″ nord, 3° 12′ 30″ est | 88233               | Téléverser                                                               |
| (nl) Begin 17de-eeuwse hoeve |                       |                                  | Ruddervoorde      | Robaardstraat 8              | 51° 04′ 48″ nord, 3° 12′ 34″ est | 88234               | Téléverser                                                               |
| (nl) Hoevetje met losse bestanddelen                                                                                            |                       |                                  | Ruddervoorde      | Robaardstraat 14             | 51° 04′ 29″ nord, 3° 13′ 02″ est | 88235               | Téléverser                                                               |
| (nl) Eén van de witte boerderijen, gelegen in het voormalige Vrijgeweid                                                         |                       |                                  | Ruddervoorde      | Sasputstraat 2               | 51° 04′ 14″ nord, 3° 09′ 57″ est | 88236               | Téléverser                                                               |
| (nl) Eén van de witte boerderijen, gelegen in het voormalige Vrijgeweid                                                         |                       |                                  | Ruddervoorde      | Sasputstraat 4               | 51° 04′ 14″ nord, 3° 09′ 57″ est | 88236               | Téléverser                                                               |
| (nl) Woonhuis met bijhorend bakhuis                                                                                             |                       |                                  | Ruddervoorde      | Scharestraat 8               | 51° 06′ 42″ nord, 3° 14′ 20″ est | 88237               | Téléverser                                                               |
| (nl) 19de-eeuwse dubbelwoonst                                                                                                   |                       |                                  | Ruddervoorde      | Scharestraat 18              | 51° 06′ 19″ nord, 3° 14′ 26″ est | 88238               | Téléverser                                                               |
| (nl) 19de-eeuwse dubbelwoonst                                                                                                   |                       |                                  | Ruddervoorde      | Scharestraat 20              | 51° 06′ 19″ nord, 3° 14′ 26″ est | 88238               | Téléverser                                                               |
| (nl) Woonhuis en stal, gelegen in de Mager bosschen                                                                             |                       |                                  | Ruddervoorde      | Scharestraat 26              | 51° 06′ 14″ nord, 3° 14′ 27″ est | 88239               | Téléverser                                                               |
| (nl) Gekoppelde woningen |                       |                                  | Ruddervoorde      | Sijslostraat 75              | 51° 05′ 55″ nord, 3° 11′ 45″ est | 88240               | Téléverser                                                               |
| (nl) Gekoppelde woningen |                       |                                  | Ruddervoorde      | Sijslostraat 77              | 51° 05′ 55″ nord, 3° 11′ 45″ est | 88240               | Téléverser                                                               |
| (nl) Gaaf bewaarde hoeve met losse bestanddelen                                                                                 |                       |                                  | Ruddervoorde      | Scharestraat 36              | 51° 05′ 57″ nord, 3° 14′ 34″ est | 88241               | Téléverser                                                               |
| (nl) 18de-eeuwse hoeve uit losse bestanddelen gelegen in Het Geley                                                              |                       |                                  | Ruddervoorde      | Scharestraat 38              | 51° 05′ 49″ nord, 3° 14′ 43″ est | 88242               | Téléverser                                                               |
| (nl) Half vrijstaande rijwoning                                                                                                 |                       |                                  | Ruddervoorde      | Sijslostraat 38              | 51° 05′ 46″ nord, 3° 12′ 09″ est | 88243               | Téléverser                                                               |
| (nl) Voormalige boerenarbeiderswoonst                                                                                           |                       |                                  | Ruddervoorde      | Sijslostraat 60              | 51° 05′ 56″ nord, 3° 11′ 54″ est | 88244               | Téléverser                                                               |
| (nl) Woning |                       |                                  | Ruddervoorde      | Sijslostraat 63              | 51° 05′ 53″ nord, 3° 11′ 49″ est | 88245               | Téléverser                                                               |
| (nl) Woning |                       |                                  | Ruddervoorde      | Sijslostraat 71              | 51° 05′ 54″ nord, 3° 11′ 46″ est | 88246               | Téléverser                                                               |
| (nl) Samenstel van twee arbeiderwoningen                                                                                        |                       |                                  | Ruddervoorde      | Sijslostraat 95              | 51° 06′ 00″ nord, 3° 11′ 35″ est | 88247               | Téléverser                                                               |
| (nl) Samenstel van twee arbeiderwoningen                                                                                        |                       |                                  | Ruddervoorde      | Sijslostraat 97              | 51° 06′ 00″ nord, 3° 11′ 35″ est | 88247               | Téléverser                                                               |
| (nl) Schuin ten opzichte van de rijweg georiënteerd woonhuis                                                                    |                       |                                  | Ruddervoorde      | Sijslostraat 112             | 51° 06′ 16″ nord, 3° 11′ 31″ est | 88248               | Téléverser                                                               |
| (nl) Thans Café STAD TORHOUT |                       |                                  | Ruddervoorde      | Sijslostraat 115             | 51° 06′ 02″ nord, 3° 11′ 29″ est | 88249               | Téléverser                                                               |
| (nl) Thans houtzagerij Vanhaelemeersch                                                                                          |                       |                                  | Ruddervoorde      | Sijslostraat 126             | 51° 06′ 24″ nord, 3° 11′ 37″ est | 88250               | Téléverser                                                               |
| (nl) Thans houtzagerij Vanhaelemeersch                                                                                          |                       |                                  | Ruddervoorde      | Sijslostraat 128             | 51° 06′ 24″ nord, 3° 11′ 37″ est | 88250               | Téléverser                                                               |
| (nl) Hoeve met losse bestanddelen                                                                                               |                       |                                  | Ruddervoorde      | Sijslostraat 129             | 51° 06′ 07″ nord, 3° 11′ 27″ est | 88251               | Téléverser                                                               |
| (nl) Begraafplaats |                       |                                  | Ruddervoorde      | Sint-Elooisstraat            | 51° 05′ 51″ nord, 3° 12′ 23″ est | 88252               | Téléverser                                                               |
| (nl) Onderkelderde rijwoning van 1904                                                                                           |                       |                                  | Ruddervoorde      | Sint-Elooisstraat 4          | 51° 05′ 46″ nord, 3° 12′ 27″ est | 88253               | Téléverser                                                               |
| (nl) Dieperin gelegen burgerwoning met kleine voortuin                                                                          |                       |                                  | Ruddervoorde      | Sint-Elooisstraat 8          | 51° 05′ 46″ nord, 3° 12′ 28″ est | 88254               | Téléverser                                                               |
| (nl) Handelspand van 1909 |                       |                                  | Ruddervoorde      | Sint-Elooisstraat 12         | 51° 05′ 46″ nord, 3° 12′ 29″ est | 88255               | Téléverser                                                               |
| (nl) Smalle rijwoning |                       |                                  | Ruddervoorde      | Sint-Elooisstraat 18         | 51° 05′ 47″ nord, 3° 12′ 30″ est | 88256               | Téléverser                                                               |
| (nl) Voormalige grenspaal van de Rijksweg Brugge-Kortrijk                                                                       |                       |                                  | Ruddervoorde      | Sint-Elooisstraat            | 51° 05′ 48″ nord, 3° 12′ 29″ est | 88257               | Téléverser                                                               |
| (nl) Imposant herenhuis op de hoek van de Hillestraat                                                                           |                       |                                  | Ruddervoorde      | Sint-Elooisstraat 19         | 51° 05′ 49″ nord, 3° 12′ 29″ est | 88258               | Téléverser                                                               |
| (nl) Imposant herenhuis op de hoek van de Hillestraat                                                                           |                       |                                  | Ruddervoorde      | Sint-Elooisstraat 21         | 51° 05′ 49″ nord, 3° 12′ 29″ est | 88258               | Téléverser                                                               |
| (nl) Kleine woning op de hoek met de Hillestraat                                                                                |                       |                                  | Ruddervoorde      | Sint-Elooisstraat 23         | 51° 05′ 49″ nord, 3° 12′ 31″ est | 88259               | Téléverser                                                               |
| (nl) Vroeg 19de-eeuwse woning, sinds 1954 café Burgerwelzijn                                                                    |                       |                                  | Ruddervoorde      | Sint-Elooisstraat 28         | 51° 05′ 48″ nord, 3° 12′ 32″ est | 88260               | Téléverser                                                               |
| (nl) Lage dorpswoning |                       |                                  | Ruddervoorde      | Sint-Elooisstraat 33         | 51° 05′ 49″ nord, 3° 12′ 32″ est | 88261               | Téléverser                                                               |
| (nl) Eenvoudige woning van 1869 met aanpalende werkplaats                                                                       |                       |                                  | Ruddervoorde      | Sint-Elooisstraat 42         | 51° 05′ 49″ nord, 3° 12′ 35″ est | 88262               | Téléverser                                                               |
| (nl) Vrij imposant hoekpand met de Terluchtestraat                                                                              |                       |                                  | Ruddervoorde      | Sint-Elooisstraat 51         | 51° 05′ 51″ nord, 3° 12′ 36″ est | 88263               | Téléverser                                                               |
| (nl) Voormalig café De Knock, ook gekend als café Boone                                                                         |                       |                                  | Ruddervoorde      | Sint-Elooisstraat 53         | 51° 05′ 52″ nord, 3° 12′ 38″ est | 88264               | Téléverser                                                               |
| (nl) Modernistisch getint rijhuis van 1934                                                                                      |                       |                                  | Ruddervoorde      | Sint-Elooisstraat 59         | 51° 05′ 52″ nord, 3° 12′ 39″ est | 88265               | Téléverser                                                               |
| (nl) Vrijstaande woning van 1909                                                                                                |                       |                                  | Ruddervoorde      | Sint-Elooisstraat 69         | 51° 05′ 54″ nord, 3° 12′ 43″ est | 88266               | Téléverser                                                               |
| (nl) Woonhuis gebouwd in 1937                                                                                                   |                       |                                  | Ruddervoorde      | Sint-Elooisstraat 71         | 51° 05′ 54″ nord, 3° 12′ 44″ est | 88267               | Téléverser                                                               |
| (nl) Burgerwoning |                       |                                  | Ruddervoorde      | Sint-Elooisstraat 73         | 51° 05′ 55″ nord, 3° 12′ 43″ est | 88268               | Téléverser                                                               |
| (nl) Vrijstaande villa gebouwd in 1912                                                                                          |                       |                                  | Ruddervoorde      | Sint-Elooisstraat 75         | 51° 05′ 55″ nord, 3° 12′ 45″ est | 88269               | Téléverser                                                               |
| (nl) Woning van 1913 |                       |                                  | Ruddervoorde      | Sint-Elooisstraat 77         | 51° 05′ 56″ nord, 3° 12′ 46″ est | 88270               | Téléverser                                                               |
| (nl) Voormalige notariswoning Vercruysse                                                                                        |                       |                                  | Ruddervoorde      | Sint-Elooisstraat 78         | 51° 05′ 52″ nord, 3° 12′ 43″ est | 88271               | Téléverser                                                               |
| (nl) Deels ingebouwde en inspringende woning van 1913                                                                           |                       |                                  | Ruddervoorde      | Sint-Elooisstraat 79         | 51° 05′ 56″ nord, 3° 12′ 47″ est | 88272               | Téléverser                                                               |
| (nl) Sobere vrijstaande woning met bijgebouw                                                                                    |                       |                                  | Ruddervoorde      | Sint-Elooisstraat 80         | 51° 05′ 53″ nord, 3° 12′ 45″ est | 88273               | Téléverser                                                               |
| (nl) Fraaie cottagevilla van 1926                                                                                               |                       |                                  | Ruddervoorde      | Sint-Elooisstraat 81         | 51° 05′ 57″ nord, 3° 12′ 47″ est | 88274               | Téléverser                                                               |
| (nl) Woning met oorspronkelijk ingebouwd magazijn                                                                               |                       |                                  | Ruddervoorde      | Sint-Elooisstraat 83         | 51° 05′ 57″ nord, 3° 12′ 48″ est | 88275               | Téléverser                                                               |
| (nl) Hoekpand |                       |                                  | Ruddervoorde      | Sint-Elooisstraat 85         | 51° 05′ 57″ nord, 3° 12′ 49″ est | 88276               | Téléverser                                                               |
| (nl) Sobere herenwoning |                       |                                  | Ruddervoorde      | Sint-Elooisstraat 86         | 51° 05′ 53″ nord, 3° 12′ 48″ est | 88277               | Téléverser                                                               |
| (nl) Vrijstaande woning op de hoek met de Zandstraat                                                                            |                       |                                  | Ruddervoorde      | Sint-Elooisstraat 110        | 51° 05′ 58″ nord, 3° 12′ 58″ est | 88278               | Téléverser                                                               |
| (nl) Typische lage dorpswoningen van 1896                                                                                       |                       |                                  | Ruddervoorde      | Sint-Elooisstraat 91         | 51° 05′ 58″ nord, 3° 12′ 51″ est | 88279               | Téléverser                                                               |
| (nl) Typische lage dorpswoningen van 1896                                                                                       |                       |                                  | Ruddervoorde      | Sint-Elooisstraat 95         | 51° 05′ 58″ nord, 3° 12′ 51″ est | 88279               | Téléverser                                                               |
| (nl) Vrijstaande villa |                       |                                  | Ruddervoorde      | Sint-Elooisstraat 105        | 51° 06′ 00″ nord, 3° 12′ 58″ est | 88280               | Téléverser                                                               |
| (nl) Kleine woning |                       |                                  | Ruddervoorde      | Sijslostraat 96              | 51° 06′ 03″ nord, 3° 11′ 34″ est | 88281               | Téléverser                                                               |
| (nl) Kleine hoeve gelegen in het gehucht Gelei                                                                                  |                       |                                  | Ruddervoorde      | Sint-Hubertusstraat 4        | 51° 05′ 44″ nord, 3° 13′ 47″ est | 88282               | Téléverser                                                               |
| (nl) Kleine Onze-Lieve-Vrouwkapel                                                                                               |                       |                                  | Ruddervoorde      | Sportstraat                  | 51° 05′ 41″ nord, 3° 12′ 30″ est | 88283               | Téléverser                                                               |
| (nl) Gemeenteschool van Ruddervoorde                                                                                            |                       |                                  | Ruddervoorde      | Sportstraat 2                | 51° 05′ 41″ nord, 3° 12′ 31″ est | 88284               | Téléverser                                                               |
| (nl) Zogenaamde Tempeliershoeve, ook wel Kartuizershoeve                                                                        |                       |                                  | Ruddervoorde      | Tempeliersstraat 2           | 51° 05′ 11″ nord, 3° 12′ 01″ est | 88285               | Téléverser                                                               |
| (nl) Hoeve zogenaamd d'Hoge Schuere                                                                                             |                       |                                  | Ruddervoorde      | Tempeliersstraat 6           | 51° 05′ 04″ nord, 3° 12′ 14″ est | 88286               | Téléverser                                                               |
| (nl) Voormalige BROUWERY / ST-ANTONIUS                                                                                          |                       |                                  | Ruddervoorde      | Terluchtestraat 8            | 51° 05′ 55″ nord, 3° 12′ 41″ est | 88287               | Téléverser                                                               |
| (nl) Zogenaamde Zephyrusmolen, opgesteld op het industrieterrein De Leite                                                       |                       |                                  | Ruddervoorde      | Terluchtestraat 36           | 51° 06′ 06″ nord, 3° 12′ 53″ est | 88288               | Téléverser                                                               |
| (nl) Deels gerenoveerde hoeve van het langgeveltype                                                                             |                       |                                  | Ruddervoorde      | Torendreef 7                 | 51° 04′ 57″ nord, 3° 12′ 53″ est | 88289               | Téléverser                                                               |
| (nl) Standbeeld voor de militaire slachtoffers van de Eerste en Tweede Wereldoorlog                                             | Oui                   |                                  | Ruddervoorde      | Torhoutsestraat              | 51° 05′ 42″ nord, 3° 12′ 00″ est | 88290               | Téléverser                                                               |
| (nl) Deels vrijstaande interbellumwoning van 1937                                                                               |                       |                                  | Ruddervoorde      | Torhoutsestraat 4            | 51° 05′ 43″ nord, 3° 12′ 22″ est | 88291               | Téléverser                                                               |
| (nl) Interbellumwoning van 1937                                                                                                 |                       |                                  | Ruddervoorde      | Torhoutsestraat 8            | 51° 05′ 43″ nord, 3° 12′ 22″ est | 88292               | Téléverser                                                               |
| (nl) Breedhuis |                       |                                  | Ruddervoorde      | Torhoutsestraat 10           | 51° 05′ 43″ nord, 3° 12′ 22″ est | 88293               | Téléverser                                                               |
| (nl) Hoekpand aan de kruising met de Hofstraat                                                                                  |                       |                                  | Ruddervoorde      | Torhoutsestraat 18           | 51° 05′ 41″ nord, 3° 12′ 22″ est | 88294               | Téléverser                                                               |
| (nl) Vrij imposante woning op de hoek met de Sportstraat                                                                        |                       |                                  | Ruddervoorde      | Torhoutsestraat 21           | 51° 05′ 41″ nord, 3° 12′ 23″ est | 88295               | Téléverser                                                               |
| (nl) Vrij imposante woning op de hoek met de Sportstraat                                                                        |                       |                                  | Ruddervoorde      | Torhoutsestraat 23           | 51° 05′ 41″ nord, 3° 12′ 23″ est | 88295               | Téléverser                                                               |
| (nl) In kern 19de-eeuws breedhuis                                                                                               |                       |                                  | Ruddervoorde      | Torhoutsestraat 26           | 51° 05′ 40″ nord, 3° 12′ 21″ est | 88296               | Téléverser                                                               |
| (nl) In kern 19de-eeuws breedhuis                                                                                               |                       |                                  | Ruddervoorde      | Torhoutsestraat 28           | 51° 05′ 40″ nord, 3° 12′ 21″ est | 88296               | Téléverser                                                               |
| (nl) Verzorgde burgerwoning van 1899                                                                                            |                       |                                  | Ruddervoorde      | Torhoutsestraat 42           | 51° 05′ 37″ nord, 3° 12′ 17″ est | 88297               | Téléverser                                                               |
| (nl) Woonhuis op de hoek met de Brouwerijstraat                                                                                 |                       |                                  | Ruddervoorde      | Torhoutsestraat 50           | 51° 05′ 34″ nord, 3° 12′ 16″ est | 88298               | Téléverser                                                               |
| (nl) Voormalige brouwerswoonst bij de Brouwerij Degomme                                                                         |                       |                                  | Ruddervoorde      | Torhoutsestraat 60           | 51° 05′ 33″ nord, 3° 12′ 13″ est | 88299               | Téléverser                                                               |
| (nl) Villa TER MUNKEN |                       |                                  | Ruddervoorde      | Torhoutsestraat 64           | 51° 05′ 30″ nord, 3° 12′ 12″ est | 88300               | Téléverser                                                               |
| (nl) Samenstel van twee gekoppelde woningen                                                                                     |                       |                                  | Ruddervoorde      | Torhoutsestraat 68           | 51° 05′ 29″ nord, 3° 12′ 12″ est | 88301               | Téléverser                                                               |
| (nl) Samenstel van twee gekoppelde woningen                                                                                     |                       |                                  | Ruddervoorde      | Torhoutsestraat 70           | 51° 05′ 29″ nord, 3° 12′ 12″ est | 88301               | Téléverser                                                               |
| (nl) Imposante woning gelegen in het gehucht Molenhoek                                                                          |                       |                                  | Ruddervoorde      | Torhoutsestraat 95           | 51° 05′ 23″ nord, 3° 12′ 07″ est | 88302               | Téléverser                                                               |
| (nl) Imposante woning gelegen in het gehucht Molenhoek                                                                          |                       |                                  | Ruddervoorde      | Torhoutsestraat 97           | 51° 05′ 23″ nord, 3° 12′ 07″ est | 88302               | Téléverser                                                               |
| (nl) Werkmanswoonst |                       |                                  | Ruddervoorde      | Torhoutsestraat 106          | 51° 05′ 21″ nord, 3° 12′ 03″ est | 88303               | Téléverser                                                               |
| (nl) Voormalig handelshuis |                       |                                  | Ruddervoorde      | Torhoutsestraat 117          | 51° 05′ 20″ nord, 3° 12′ 03″ est | 88304               | Téléverser                                                               |
| (nl) Voormalig handelshuis |                       |                                  | Ruddervoorde      | Torhoutsestraat 119          | 51° 05′ 20″ nord, 3° 12′ 03″ est | 88304               | Téléverser                                                               |
| (nl) Eénlaagswoning van circa 1859                                                                                              |                       |                                  | Ruddervoorde      | Torhoutsestraat 122          | 51° 05′ 20″ nord, 3° 12′ 02″ est | 88305               | Téléverser                                                               |
| (nl) Klein hoevetje |                       |                                  | Ruddervoorde      | Torhoutsestraat 143          | 51° 05′ 13″ nord, 3° 11′ 54″ est | 88306               | Téléverser                                                               |
| (nl) Kleine lage woning |                       |                                  | Ruddervoorde      | Torhoutsestraat 147          | 51° 05′ 14″ nord, 3° 11′ 52″ est | 88307               | Téléverser                                                               |
| (nl) Boerenarbeiderswoonst |                       |                                  | Ruddervoorde      | Torhoutsestraat 157          | 51° 05′ 13″ nord, 3° 11′ 50″ est | 88308               | Téléverser                                                               |
| (nl) Lage werkmanswoonst, gelegen in de wijk Molenhoek                                                                          |                       |                                  | Ruddervoorde      | Torhoutsestraat 164          | 51° 05′ 10″ nord, 3° 11′ 38″ est | 88309               | Téléverser                                                               |
| (nl) Molenhoekmolen, kleine, maalvaardige staakmolen                                                                            |                       |                                  | Ruddervoorde      | Torhoutsestraat 185          | 51° 05′ 06″ nord, 3° 11′ 37″ est | 88310               | Téléverser                                                               |
| (nl) 19de-eeuwse hoeve, eertijds zogenaamd Ferme Vermeulen                                                                      |                       |                                  | Ruddervoorde      | Torhoutsestraat 215          | 51° 04′ 58″ nord, 3° 11′ 20″ est | 88311               | Téléverser                                                               |
| (nl) Hoeve van 1911 |                       |                                  | Ruddervoorde      | Torhoutsestraat 227          | 51° 04′ 55″ nord, 3° 11′ 13″ est | 88312               | Téléverser                                                               |
| (nl) Boerenarbeiderswoning |                       |                                  | Ruddervoorde      | Torhoutsestraat 245          | 51° 04′ 43″ nord, 3° 10′ 44″ est | 88313               | Téléverser                                                               |
| (nl) Hoekhuis gelegen op de hoek met de Neerstraat in de wijk Baliebrugge                                                       |                       |                                  | Ruddervoorde      | Torhoutsestraat 260          | 51° 04′ 42″ nord, 3° 10′ 39″ est | 88314               | Téléverser                                                               |
| (nl) Kleine kapel, toegewijd aan Onze-Lieve-Vrouw                                                                               |                       |                                  | Ruddervoorde      | Torhoutsestraat 267          | 51° 04′ 40″ nord, 3° 10′ 36″ est | 88315               | Téléverser                                                               |
| (nl) Vrijstaand handelpand |                       |                                  | Ruddervoorde      | Torhoutsestraat 273          | 51° 04′ 38″ nord, 3° 10′ 31″ est | 88316               | Téléverser                                                               |
| (nl) Parochiekerk van de wijk Balie Brugge, toegewijd aan Sint-Godelieve                                                        |                       |                                  | Ruddervoorde      | Torhoutsestraat 306          | 51° 04′ 38″ nord, 3° 10′ 21″ est | 88317               | Téléverser                                                               |
| (nl) Hedendaagse woning gelegen in het zuiden van de wijk Baliebrugge                                                           |                       |                                  | Ruddervoorde      | Torhoutsestraat 338          | 51° 04′ 32″ nord, 3° 09′ 56″ est | 88318               | Téléverser                                                               |
| (nl) Kleine boerenarbeiderswoning                                                                                               |                       |                                  | Ruddervoorde      | Tuinbouwstraat 10            | 51° 05′ 24″ nord, 3° 10′ 06″ est | 88319               | Téléverser                                                               |
| (nl) Voormalige patronaatszaal gesticht onder de naam Het Gildhof, thans zogenaamd De Gilde                                     |                       |                                  | Ruddervoorde      | Vlamingstraat 3              |                                  | 88320               | Téléverser                                                               |
| (nl) Verzorgde woning met voortuintje                                                                                           |                       |                                  | Ruddervoorde      | Vlamingstraat 6              | 51° 05′ 43″ nord, 3° 12′ 27″ est | 88321               | Téléverser                                                               |
| (nl) Woning van circa 1880 |                       |                                  | Ruddervoorde      | Vlamingstraat 9              | 51° 05′ 45″ nord, 3° 12′ 29″ est | 88322               | Téléverser                                                               |
| (nl) Inwaarts gelegen woning in historiserende stijl                                                                            |                       |                                  | Ruddervoorde      | Vlamingstraat 15             | 51° 05′ 44″ nord, 3° 12′ 30″ est | 88323               | Téléverser                                                               |
| (nl) Openbare begraafplaats |                       |                                  | Ruddervoorde      | Vrijgeweidestraat            | 51° 04′ 40″ nord, 3° 10′ 09″ est | 88324               | Téléverser                                                               |
| (nl) Vrije Basisschool Baliebrugge, Afdeling Vrijgeweide                                                                        |                       |                                  | Ruddervoorde      | Vrijgeweidestraat 2          | 51° 04′ 38″ nord, 3° 10′ 17″ est | 88325               | Téléverser                                                               |
| (nl) Wegkapel gewijd aan Onze-Lieve-Vrouw                                                                                       |                       |                                  | Ruddervoorde      | Vrijlatenstraat              | 51° 04′ 33″ nord, 3° 10′ 57″ est | 88326               | Téléverser                                                               |
| (nl) In oorsprong begin 19de-eeuwse hoeve                                                                                       |                       |                                  | Ruddervoorde      | Vrijlatenstraat 35           | 51° 04′ 28″ nord, 3° 11′ 12″ est | 88327               | Téléverser                                                               |
| (nl) Site van de voormalige watermolen, heden zogenaamd De zingende watermolen                                                  | Oui                   |                                  | Ruddervoorde      | Watermolenstraat 2           | 51° 03′ 46″ nord, 3° 11′ 22″ est | 88328               | Téléverser                                                               |
| (nl) Onze-Lieve-Vrouwekapelletje                                                                                                |                       |                                  | Ruddervoorde      | Westkantstraat               | 51° 04′ 37″ nord, 3° 11′ 18″ est | 88329               | Téléverser                                                               |
| (nl) Inwaarts gelegen hoeve |                       |                                  | Ruddervoorde      | Westkantstraat 12            | 51° 04′ 36″ nord, 3° 11′ 14″ est | 88330               | Téléverser                                                               |
| (nl) Eénlaagswoning op de hoek met de Vrijlatenstraat                                                                           |                       |                                  | Ruddervoorde      | Westkantstraat 24            | 51° 04′ 25″ nord, 3° 11′ 15″ est | 88331               | Téléverser                                                               |
| (nl) Centrale woning van een voormalige eenheidsbebouwing van drie aaneengesloten huizen                                        |                       |                                  | Ruddervoorde      | Westkantstraat 34            |                                  | 88332               | Téléverser                                                               |
| (nl) Voormalige herberg De Marminne                                                                                             |                       |                                  | Ruddervoorde      | Westkantstraat 43            | 51° 04′ 25″ nord, 3° 11′ 19″ est | 88333               | Téléverser                                                               |
| (nl) Hoeve met losse bestanddelen                                                                                               |                       |                                  | Ruddervoorde      | Westkantstraat 44            | 51° 04′ 17″ nord, 3° 11′ 10″ est | 88334               | Téléverser                                                               |
| (nl) Onze-Lieve-Vrouwekapel |                       |                                  | Ruddervoorde      | Westkantstraat               | 51° 04′ 06″ nord, 3° 11′ 13″ est | 88335               | Téléverser                                                               |
| (nl) Vrij afgelegen wegkapelletje gewijd aan Onze-Lieve-Vrouw                                                                   |                       |                                  | Ruddervoorde      | Westkantstraat               | 51° 03′ 55″ nord, 3° 11′ 14″ est | 88336               | Téléverser                                                               |
| (nl) Eénlaagse boerenarbeiderwoning met ge´ncorporeerde stal                                                                    |                       |                                  | Ruddervoorde      | Westkantstraat 61            | 51° 03′ 45″ nord, 3° 11′ 13″ est | 88337               | Téléverser                                                               |
| (nl) Hoeve |                       |                                  | Ruddervoorde      | Westkantstraat 64            | 51° 03′ 39″ nord, 3° 11′ 03″ est | 88338               | Téléverser                                                               |
| (nl) Hoeve met losse bestanddelen                                                                                               |                       |                                  | Ruddervoorde      | Zandstraat 23                | 51° 05′ 45″ nord, 3° 13′ 09″ est | 88339               | Téléverser                                                               |
| (nl) Kapel van Sijslo, toegewijd aan Onze-Lieve-Vrouw van Troost                                                                |                       |                                  | Ruddervoorde      | Zedelgemsestraat             | 51° 06′ 23″ nord, 3° 11′ 19″ est | 88340               | Téléverser                                                               |
| (nl) Kleine voormalige hoeve |                       |                                  | Ruddervoorde      | Zedelgemsestraat 9           | 51° 06′ 21″ nord, 3° 11′ 20″ est | 88341               | Téléverser                                                               |
| (nl) Vrijstaande woning gelegen op de oostelijke hoek met de Zuidstraat                                                         |                       |                                  | Waardamme         | Akkerstraat 9                | 51° 06′ 29″ nord, 3° 13′ 45″ est | 88344               | Téléverser                                                               |
| (nl) Hoeve |                       |                                  | Waardamme         | Banebosdreef 4               | 51° 06′ 30″ nord, 3° 12′ 11″ est | 88345               | Téléverser                                                               |
| (nl) Hoeve van het langgeveltype                                                                                                |                       |                                  | Waardamme         | Banebosdreef 6               | 51° 06′ 27″ nord, 3° 12′ 01″ est | 88346               | Téléverser                                                               |
| (nl) Voormalige pastorie van de Sint-Blasiusparochie                                                                            | Oui                   |                                  | Waardamme         | Beekstraat 4                 | 51° 06′ 43″ nord, 3° 13′ 17″ est | 88347               | Téléverser                                                               |
| (nl) Hoeve uit het midden van de 19de eeuw                                                                                      |                       |                                  | Waardamme         | Bosdreef 25                  | 51° 07′ 33″ nord, 3° 12′ 02″ est | 88348               | Téléverser                                                               |
| (nl) Langgevelhoeve |                       |                                  | Waardamme         | De Knok 13                   | 51° 06′ 33″ nord, 3° 12′ 57″ est | 88349               | Téléverser                                                               |
| (nl) Dieper gelegen voormalige hoeve                                                                                            |                       |                                  | Waardamme         | De Knok 15                   | 51° 06′ 26″ nord, 3° 12′ 50″ est | 88350               | Téléverser                                                               |
| (nl) Voormalig hoevetje bestaande uit losse bestanddelen                                                                        |                       |                                  | Waardamme         | Denemetstraat 5              | 51° 07′ 11″ nord, 3° 14′ 16″ est | 88351               | Téléverser                                                               |
| (nl) Voormalige boerderij van het langgeveltype                                                                                 |                       |                                  | Waardamme         | Hoogveldstraat 5             | 51° 06′ 44″ nord, 3° 11′ 15″ est | 88352               | Téléverser                                                               |
| (nl) Parochiekerk van Waardamme, toegewijd aan Sint-Blasius                                                                     | Oui                   |                                  | Waardamme         | Kerkstraat 1                 | 51° 06′ 42″ nord, 3° 13′ 18″ est | 88353               | Téléverser                                                               |
| (nl) Voormalige boerenarbeiderswoning                                                                                           |                       |                                  | Waardamme         | Kloosterstraat 10            | 51° 06′ 44″ nord, 3° 13′ 19″ est | 88354               | Téléverser                                                               |
| (nl) Voormalige, midden 19de-eeuwse hoeve, thans restaurant Hof Ter Wilgen                                                      |                       |                                  | Waardamme         | Kortrijksestraat 350         | 51° 07′ 12″ nord, 3° 13′ 08″ est | 88355               | Téléverser                                                               |
| (nl) Vrijstaande interbellumvilla met aanpalende werkplaats                                                                     |                       |                                  | Waardamme         | Kortrijksestraat 364         | 51° 06′ 50″ nord, 3° 13′ 06″ est | 88356               | Téléverser                                                               |
| (nl) 19de-eeuws handelspand |                       |                                  | Waardamme         | Kortrijksestraat 384         | 51° 06′ 41″ nord, 3° 13′ 12″ est | 88357               | Téléverser                                                               |
| (nl) Eenheid van drie eenvoudige interbellumpanden                                                                              |                       |                                  | Waardamme         | Kortrijksestraat 400         | 51° 06′ 37″ nord, 3° 13′ 14″ est | 88358               | Téléverser                                                               |
| (nl) Eenheid van drie eenvoudige interbellumpanden                                                                              |                       |                                  | Waardamme         | Kortrijksestraat 402         | 51° 06′ 37″ nord, 3° 13′ 14″ est | 88358               | Téléverser                                                               |
| (nl) Eenheid van drie eenvoudige interbellumpanden                                                                              |                       |                                  | Waardamme         | Kortrijksestraat 404         | 51° 06′ 37″ nord, 3° 13′ 14″ est | 88358               | Téléverser                                                               |
| (nl) Thans twee dubbelwoonsten                                                                                                  |                       |                                  | Waardamme         | Kortrijksestraat 401         | 51° 06′ 37″ nord, 3° 13′ 18″ est | 88359               | Téléverser                                                               |
| (nl) Thans twee dubbelwoonsten                                                                                                  |                       |                                  | Waardamme         | Kortrijksestraat 403         | 51° 06′ 37″ nord, 3° 13′ 18″ est | 88359               | Téléverser                                                               |
| (nl) Voormalige herberg Oud Gemeentehuis                                                                                        |                       |                                  | Waardamme         | Kortrijksestraat 405         | 51° 06′ 36″ nord, 3° 13′ 17″ est | 88360               | Téléverser                                                               |
| (nl) Voormalige stoomkorenmaalderij en olieslagerij Rommel                                                                      |                       |                                  | Waardamme         | Kortrijksestraat 407         | 51° 06′ 35″ nord, 3° 13′ 18″ est | 88361               | Téléverser                                                               |
| (nl) Imposante, vrijstaande villa                                                                                               |                       |                                  | Waardamme         | Kortrijksestraat 409         | 51° 06′ 34″ nord, 3° 13′ 19″ est | 88362               | Téléverser                                                               |
| (nl) Handelspand met achterliggend grootschalig magazijn                                                                        |                       |                                  | Waardamme         | Kortrijksestraat 410         | 51° 06′ 36″ nord, 3° 13′ 13″ est | 88363               | Téléverser                                                               |
| (nl) Handelspand met achterliggend grootschalig magazijn                                                                        |                       |                                  | Waardamme         | Kortrijksestraat 412         | 51° 06′ 36″ nord, 3° 13′ 13″ est | 88363               | Téléverser                                                               |
| (nl) Voormalig woonhuis van de hoofdonderwijzer van de gemeenteschool van Waardamme                                             |                       |                                  | Waardamme         | Kortrijksestraat 427         | 51° 06′ 30″ nord, 3° 13′ 12″ est | 88364               | Téléverser                                                               |
| (nl) Voormalige hoeve met achterliggende schuur                                                                                 |                       |                                  | Waardamme         | Lariksdreef 1                | 51° 07′ 16″ nord, 3° 13′ 01″ est | 88365               | Téléverser                                                               |
| (nl) Bijgebouwen van kasteel De Woesten                                                                                         |                       |                                  | Waardamme         | Lariksdreef 3                | 51° 07′ 19″ nord, 3° 12′ 50″ est | 88366               | Téléverser                                                               |
| (nl) Bijgebouwen van kasteel De Woesten                                                                                         |                       |                                  | Waardamme         | Lariksdreef 5                | 51° 07′ 19″ nord, 3° 12′ 50″ est | 88366               | Téléverser                                                               |
| (nl) Kleine, eind 19de-eeuwse hoeve                                                                                             |                       |                                  | Waardamme         | Meersenstraat 4              | 51° 06′ 29″ nord, 3° 12′ 27″ est | 88367               | Téléverser                                                               |
| (nl) Hoeve |                       |                                  | Waardamme         | Populierenstraat 1           | 51° 07′ 15″ nord, 3° 12′ 00″ est | 88368               | Téléverser                                                               |
| (nl) Hoeve met losse bestanddelen                                                                                               |                       |                                  | Waardamme         | Populierenstraat 4           | 51° 07′ 15″ nord, 3° 12′ 08″ est | 88369               | Téléverser                                                               |
| (nl) Historische hoeve |                       |                                  | Waardamme         | Rooiveldstraat 62            | 51° 06′ 58″ nord, 3° 14′ 00″ est | 88370               | Téléverser                                                               |
| (nl) Historische hoeve |                       |                                  | Waardamme         | Rooiveldstraat 64            | 51° 06′ 58″ nord, 3° 14′ 00″ est | 88370               | Téléverser                                                               |
| (nl) Vrij zwaar verbouwde hoeve 't Rooiveld                                                                                     |                       |                                  | Waardamme         | Rooiveldstraat 70            | 51° 06′ 46″ nord, 3° 14′ 07″ est | 88371               | Téléverser                                                               |
| (nl) Vrij zwaar verbouwde hoeve 't Rooiveld                                                                                     |                       |                                  | Waardamme         | Rooiveldstraat 72            | 51° 06′ 46″ nord, 3° 14′ 07″ est | 88371               | Téléverser                                                               |
| (nl) Kleine, begin 19de-eeuwse hoeve met losse bestanddelen                                                                     |                       |                                  | Waardamme         | Rooiveldstraat 103           | 51° 07′ 10″ nord, 3° 13′ 30″ est | 88372               | Téléverser                                                               |
| (nl) Kasteel Rooiveld |                       |                                  | Waardamme         | Rooiveldstraat 107           | 51° 07′ 17″ nord, 3° 13′ 56″ est | 88373               | Téléverser                                                               |
| (nl) Kasteel Rooiveld |                       |                                  | Waardamme         | Rooiveldstraat 109           | 51° 07′ 17″ nord, 3° 13′ 56″ est | 88373               | Téléverser                                                               |
| (nl) Kleine, midden 19de-eeuwse hoeve                                                                                           |                       |                                  | Waardamme         | Rooiveldstraat 111           | 51° 07′ 00″ nord, 3° 13′ 50″ est | 88374               | Téléverser                                                               |
| (nl) Naar verluidt 18de-eeuwse beerput                                                                                          |                       |                                  | Waardamme         | Sijslostraat                 | 51° 07′ 20″ nord, 3° 11′ 20″ est | 88375               | Téléverser                                                               |
| (nl) Kleine, achterin gelegen hoeve met midden 19de-eeuws woonhuis en verbouwde bijgebouwen                                     |                       |                                  | Waardamme         | Sijslostraat 130             |                                  | 88376               | Téléverser                                                               |
| (nl) Eind 19de-eeuws woonhuis aan het kruispunt met Veldhoekstraat                                                              |                       |                                  | Waardamme         | Sijslostraat 145             | 51° 06′ 44″ nord, 3° 11′ 34″ est | 88377               | Téléverser                                                               |
| (nl) Voormalige boerenarbeiderswoning, gelegen op de hoek met de Ooststraat                                                     |                       |                                  | Waardamme         | Sijslostraat 146             | 51° 06′ 46″ nord, 3° 11′ 38″ est | 88378               | Téléverser                                                               |
| (nl) Kleine hoeve |                       |                                  | Waardamme         | Sijslostraat 176             | 51° 06′ 58″ nord, 3° 11′ 33″ est | 88379               | Téléverser                                                               |
| (nl) Kleine hoeve met losse bestanddelen                                                                                        |                       |                                  | Waardamme         | Sijslostraat 182             | 51° 07′ 00″ nord, 3° 11′ 33″ est | 88380               | Téléverser                                                               |
| (nl) Voormalige, eind 18de-eeuwse hoeve                                                                                         |                       |                                  | Waardamme         | Sijslostraat 184             | 51° 07′ 14″ nord, 3° 11′ 34″ est | 88381               | Téléverser                                                               |
| (nl) Verzorgde woning opklimmend tot het einde van de 19de eeuw                                                                 |                       |                                  | Waardamme         | Sijslostraat 192             | 51° 07′ 30″ nord, 3° 11′ 26″ est | 88382               | Téléverser                                                               |
| (nl) Zogenaamd kasteel Doeveren                                                                                                 |                       |                                  | Waardamme         | Sijslostraat 194             | 51° 07′ 41″ nord, 3° 11′ 28″ est | 88383               | Téléverser                                                               |
| (nl) Lage dorpswoning |                       |                                  | Waardamme         | Sint-Blasiusstraat 10        | 51° 06′ 41″ nord, 3° 13′ 23″ est | 88384               | Téléverser                                                               |
| (nl) Vrij imposante 18de-eeuwse hoeve gelegen in de wijk Veldhoek                                                               |                       |                                  | Waardamme         | Stokhovestraat 2             | 51° 07′ 00″ nord, 3° 12′ 29″ est | 88385               | Téléverser                                                               |
| (nl) Woonhuis met aanpalend bedrijfsgebouw en achtergelegen stalling                                                            |                       |                                  | Waardamme         | Stokhovestraat 7             | 51° 06′ 49″ nord, 3° 12′ 36″ est | 88386               | Téléverser                                                               |
| (nl) Hoeve met losse bestanddelen                                                                                               |                       |                                  | Waardamme         | Stokhovestraat 10            | 51° 06′ 58″ nord, 3° 12′ 23″ est | 88387               | Téléverser                                                               |
| (nl) Kleine, 18de-eeuwse pachthoeve bestaande uit losse bestanddelen gelegen in de wijk Veldhoek                                |                       |                                  | Waardamme         | Stokhovestraat 14            |                                  | 88388               | Téléverser                                                               |
| (nl) Veldkapel aan de kruising van de Stokhovestraat met de Mariastraat                                                         |                       |                                  | Waardamme         | Stokhovestraat               | 51° 06′ 54″ nord, 3° 12′ 18″ est | 88389               | Téléverser                                                               |
| (nl) Hoeve Joseph Gheselle |                       |                                  | Waardamme         | Veldhoekstraat 1             | 51° 06′ 46″ nord, 3° 13′ 06″ est | 88390               | Téléverser                                                               |
| (nl) Hoeve De Woesten, behorend tot het domein De Woesten                                                                       |                       |                                  | Waardamme         | Woestendreef 1               | 51° 07′ 16″ nord, 3° 12′ 29″ est | 88391               | Téléverser                                                               |
| (nl) Kasteel De Woesten |                       |                                  | Waardamme         | Woestendreef 8               | 51° 07′ 15″ nord, 3° 12′ 49″ est | 88392               | Téléverser                                                               |
| (nl) Kleine hoeve |                       |                                  | Waardamme         | Zuidstraat 18                | 51° 06′ 37″ nord, 3° 13′ 30″ est | 88393               | Téléverser                                                               |
| (nl) Woonhuis met aanpalende werkplaats                                                                                         |                       |                                  | Waardamme         | Zuidstraat 19                | 51° 06′ 37″ nord, 3° 13′ 36″ est | 88394               | Téléverser                                                               |
| (nl) Woonhuis met aanpalende werkplaats                                                                                         |                       |                                  | Waardamme         | Zuidstraat 21                | 51° 06′ 35″ nord, 3° 13′ 36″ est | 88395               | Téléverser                                                               |